# Status (biogeografie)
Status is een biogeografisch begrip: het is een aanduiding van het voorkomen van een organisme in een bepaald gebied in het verleden, het heden en de verwachte toekomst. 
Er zijn verschillende status-indelingen, afhankelijk van de groep waartoe het organisme behoort (bijvoorbeeld planten of vogels), en afhankelijk van de interesse. Vaak gaat het om de mate en tijdstip van inburgering van een soort of om het belang van het gebied voor het overleven van de soort. Tegenwoordig wordt veel belang gehecht aan de bedreigingen van soorten en de gewenste bescherming. Zo zijn er voor bepaalde gebieden en bepaalde soortengroepen rode lijsten van wettelijk beschermde planten.

## Voorkomen en de trend
De zeldzaamheid van soorten in een bepaald gebied en de trends daarin vormen belangrijke criteria om soorten op een rode lijst te plaatsen. Een rode lijst is een lijst waarop per land de in hun voortbestaan bedreigde dier- en plantensoorten staan.
| Zeldzaamheidsklasse Klasse van zeldzaamheid: | Zeldzaamheidsklasse Klasse van zeldzaamheid: |      | Trendklasse Trend met betrekking tot het voorkomen: | Trendklasse Trend met betrekking tot het voorkomen: |
| a                                            | algemeen voorkomend                          | 0/+  | stabiel of toegenomen                               |                                                     |
| z                                            | vrij zeldzaam                                | t    | matig afgenomen                                     |                                                     |
| zz                                           | zeldzaam                                     | tt   | sterk afgenomen                                     |                                                     |
| zzz                                          | zeer zeldzaam                                | ttt  | zeer sterk afgenomen                                |                                                     |
| x of 0                                       | verdwenen                                    | tttt | soort is niet meer aanwezig                         |                                                     |

## Beschermingsstatus
De beschermingsstatus van een soort in een bepaald gebied is een indicatie van de waarschijnlijkheid dat die soort daar zal blijven overleven.
- Flora- en faunawet (Nederland): de soort is beschermd volgens de Flora- en faunawet.
- Basisverordening 338/97 (Nederland): de soort staat op een bijlage van de Basisverordening inzake internationale handel in bedreigde dier- en plantensoorten.
  - Bijlage A: soorten die niet meer uit het wild mogen worden gehaald omdat ze met uitsterven zijn bedreigd door internationale handel.
  - Bijlage B: soorten die alleen met een speciale CITES vergunning mogen worden uitgevoerd.
  - Bijlage C: soorten waarvan het land, waar de soorten voorkomen, het belangrijk vindt dat de uitvoer in de gaten wordt gehouden en hierbij de hulp van andere landen vraagt.
  - Bijlage D: soorten waarvan men overtuigd is dat de internationale handel in Europa de gaten moet worden gehouden.
- Vogelrichtlijn en Habitatrichtlijn (Europese Unie): de soort is beschermd volgens een of meerdere bijlagen van de Habitatrichtlijn.
  - Bijlage II: dier- en plantensoorten van communautair belang voor de instandhouding waarvan aanwijzing van speciale beschermingszones vereist is
  - Bijlage IV: dier- en plantensoorten van communautair belang die strikt moeten worden beschermd
  - P: Prioritaire soort

## Rode Lijsten
De Rode Lijst van de IUCN geeft de status van soorten aan op wereldschaal. Ze zijn samengesteld aan de hand van twee criteria, te weten de zeldzaamheid en de trend daarin. De soort staat op een gepubliceerde lijst van dier- of plantensoorten, de zogenaamde Rode lijst.
| code | omschrijving                      |
| ---- | --------------------------------- |
| EX   | Uitgestorven                      |
| EW   | Uitgestorven in het wild          |
| CR   | Kritiek (met uitsterven bedreigd) |
| EN   | Bedreigd                          |
| VU   | Kwetsbaar                         |
| NT   | Gevoelig                          |
| CD   | Van bescherming afhankelijk       |
| LC   | Veilig (= niet bedreigd)          |
| DD   | Onzeker                           |
| NE   | Niet geëvalueerd                  |

Voor Nederland zijn de categorieën voor de Rode Lijsten aangepast. De rode-lijstsoorten worden ingedeeld in de volgende acht categorieën, met de daarbij behorende trend en zeldzaamheid:
| 1 | Uitgestorven op wereldschaal             | UW  | maximaal afgenomen en nu afwezig op wereldschaal                                                                              |
| 2 | In het wild uitgestorven op wereldschaal | UWW | maximaal afgenomen en nu in het wild afwezig op wereldschaal, maar in Nederland nog wel in gevangenschap gehouden of gekweekt |
| 3 | Verdwenen uit Nederland                  | VN  | maximaal afgenomen en nu afwezig in Nederland                                                                                 |
| 4 | In het wild verdwenen uit Nederland      | VNW | maximaal afgenomen en nu in het wild afwezig in Nederland, maar in Nederland nog wel in gevangenschap gehouden of gekweekt    |
| 5 | Ernstig bedreigd                         | EB  | zeer sterk afgenomen en nu zeer zeldzaam                                                                                      |
| 6 | Bedreigd                                 | BE  | sterk afgenomen en nu zeldzaam tot zeer zeldzaam, of zeer sterk afgenomen en nu zeldzaam                                      |
| 7 | Kwetsbaar                                | KW  | matig afgenomen en nu vrij tot zeer zeldzaam, of sterk tot zeer sterk afgenomen en nu vrij zeldzaam                           |
| 8 | Gevoelig                                 | GE  | stabiel of toegenomen maar zeer zeldzaam, of sterk tot zeer sterk afgenomen maar nog algemeen                                 |

## Flora
Bij de beschrijving van de flora van een gebied worden vaak opgegeven wat de status van het taxon (familie, geslacht, soort, ondersoort, variëteit) is. Hieronder kunnen verschillende zaken worden verstaan. De status kan een indicatie geven van de mate van inburgering van een soort, het tijdstip of de wijze van vestiging van de soort in het gebied of de mate van bedreiging.
In de hieronder gegeven voorbeelden wordt uitgegaan van de situatie van de flora in West- en Midden-Europa.

### Mate van inburgering
De mate van inburgering geeft de natuurlijkheid van het voorkomen van de soort het beste weer.

#### Ingeburgerde planten

Agriofyten
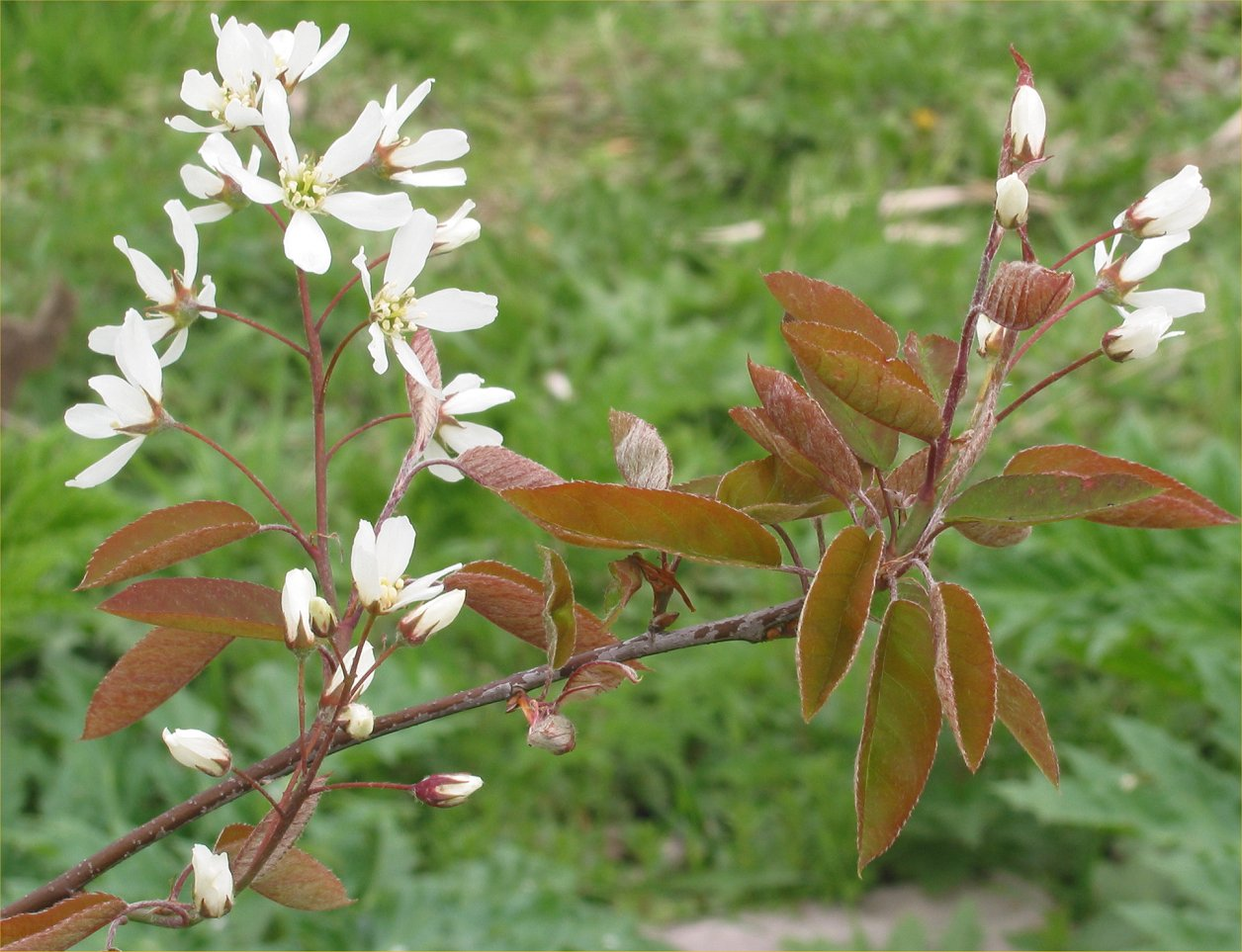
Amerikaans krentenboompje (Amelanchier lamarckii)
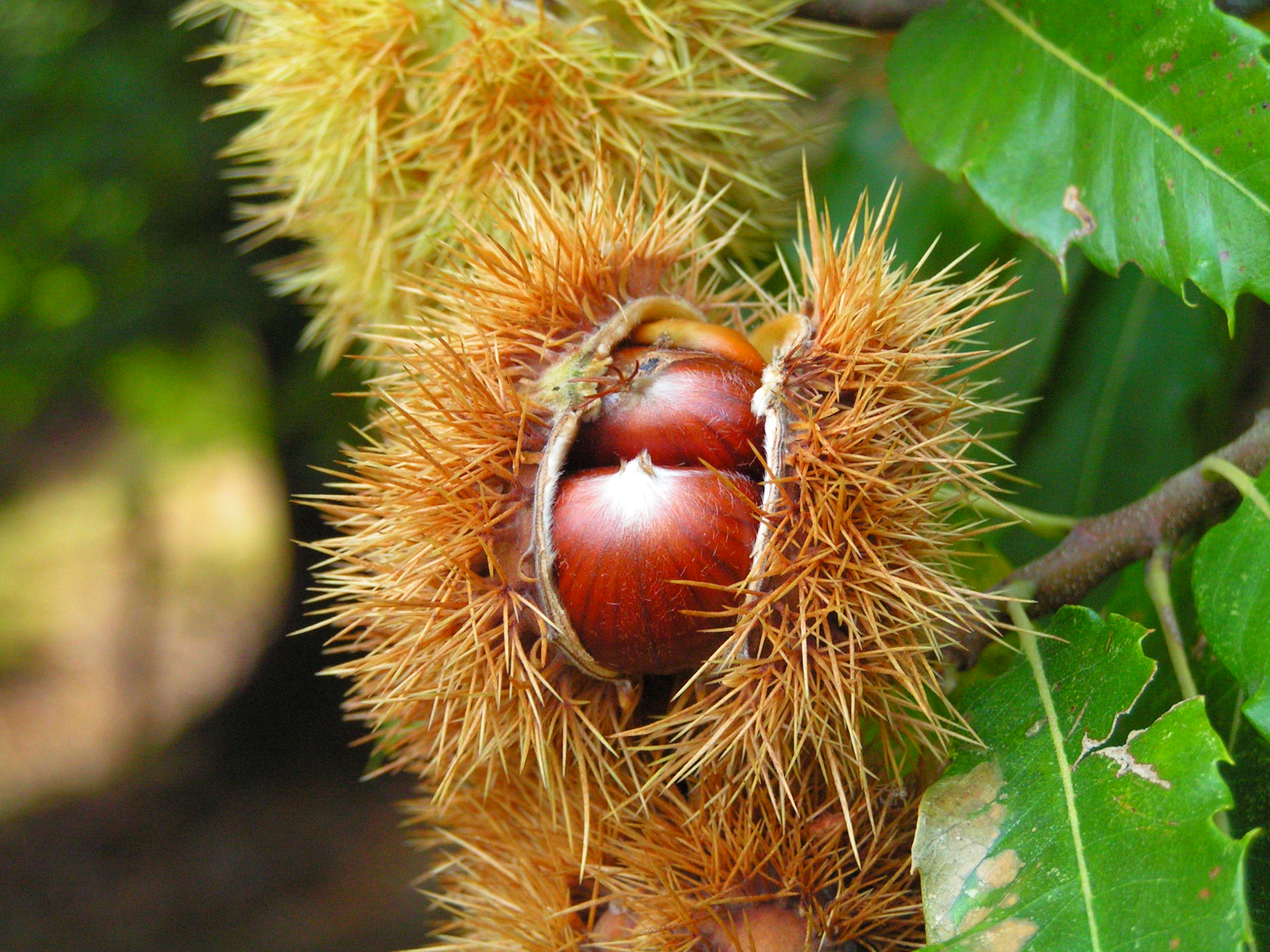
tamme kastanje (Castanea sativa)
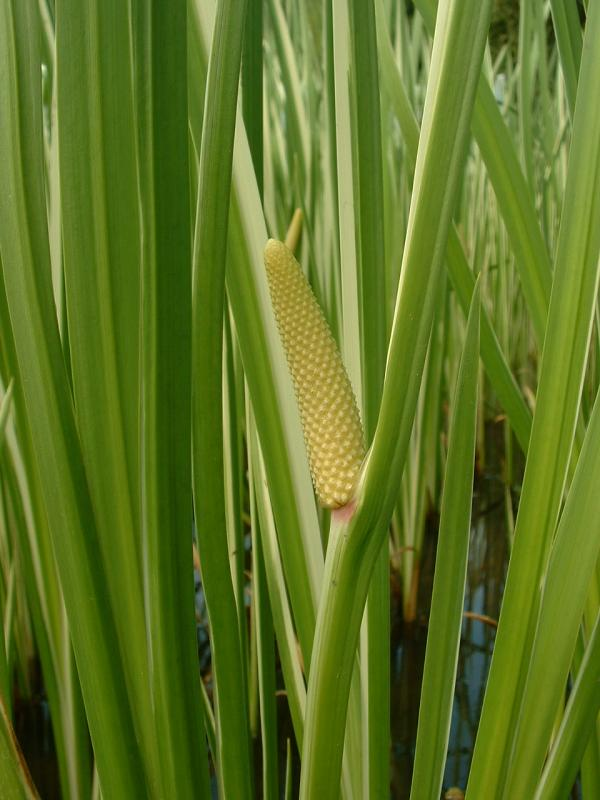
kalmoes (Acorus calamus)
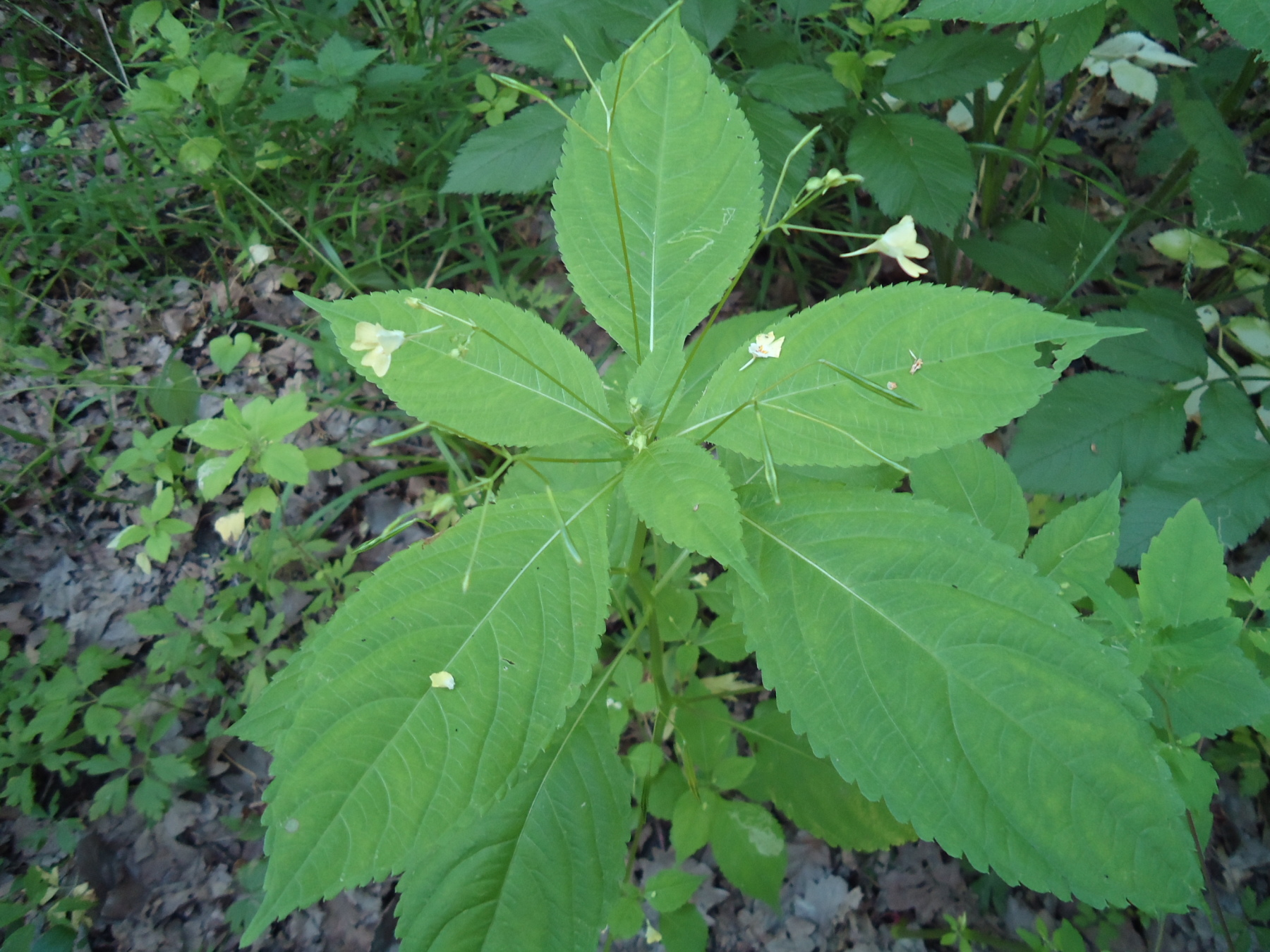
klein springzaad (Impatiens parviflora)

Epoecofyten
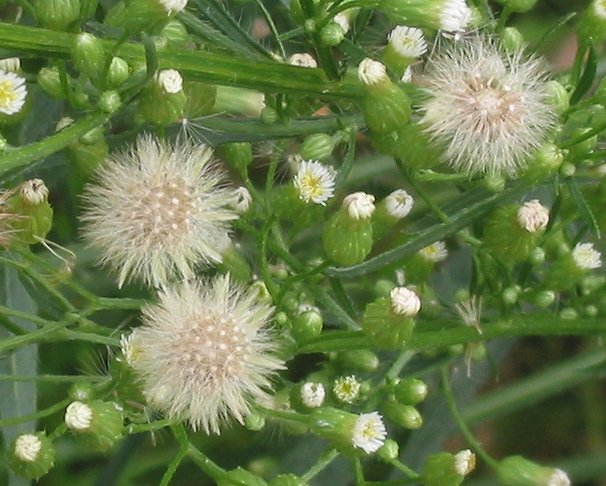
Canadese fijnstraal (Conyza canadensis)
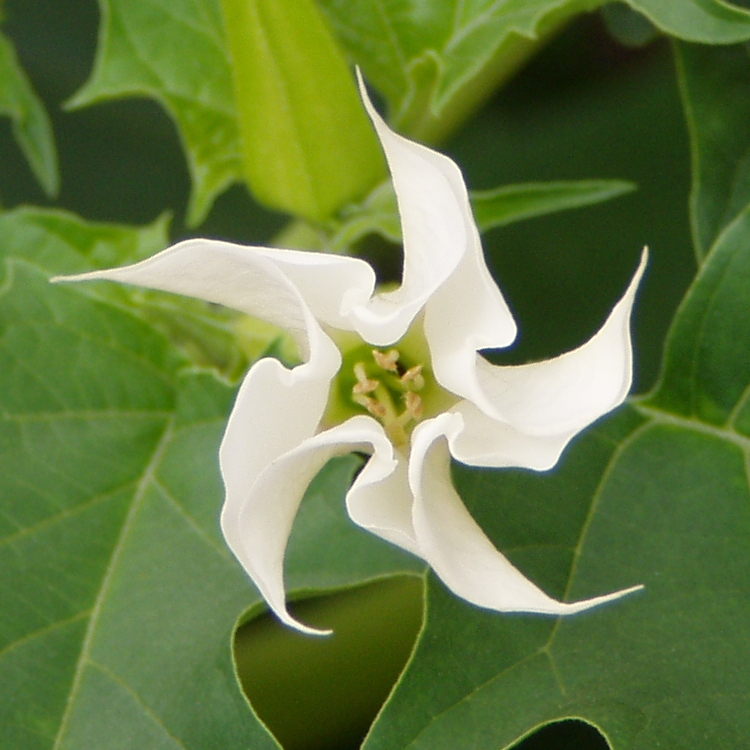
doornappel (Datura stramonium)
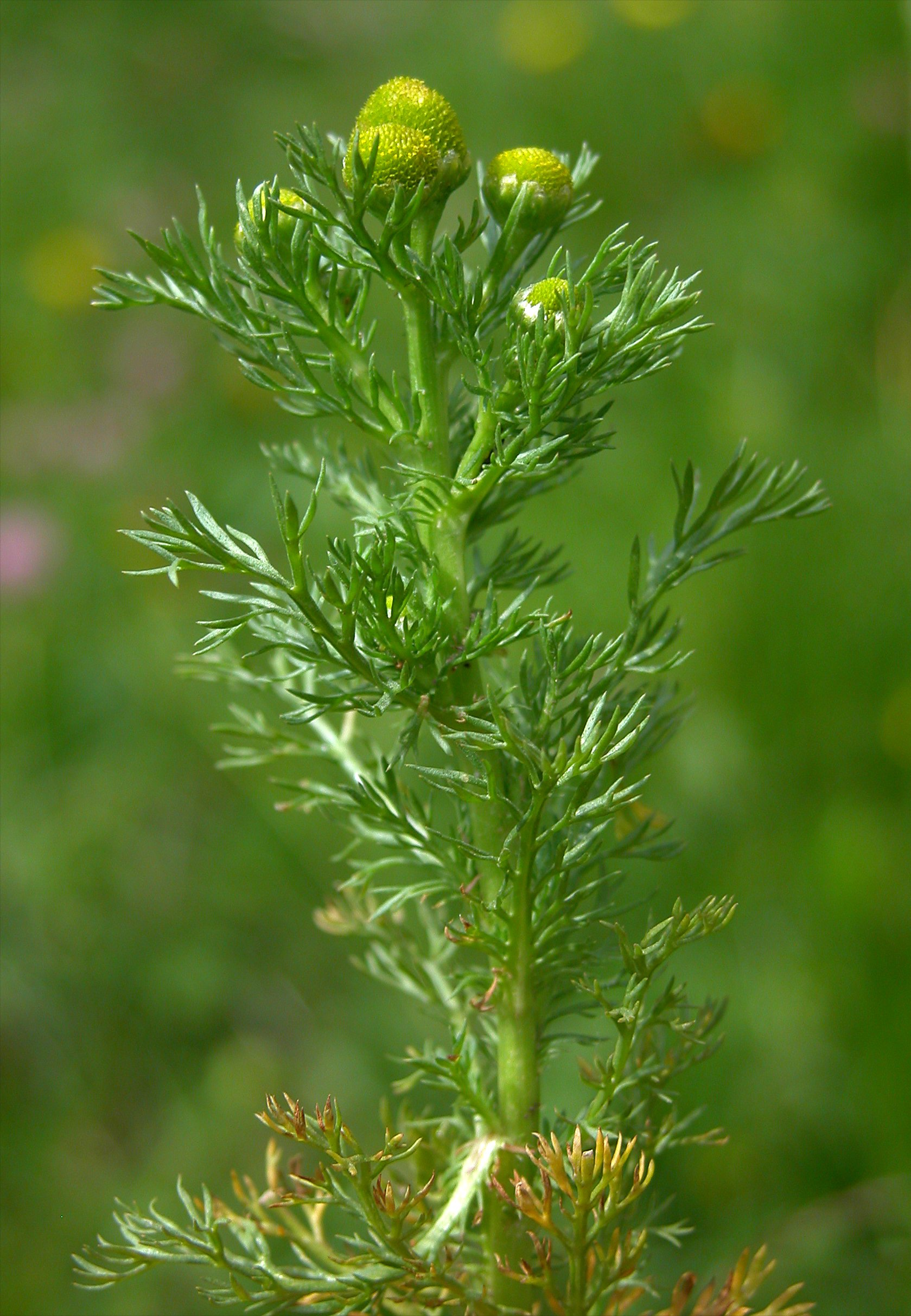
schijfkamille (Matricaria discoidea)
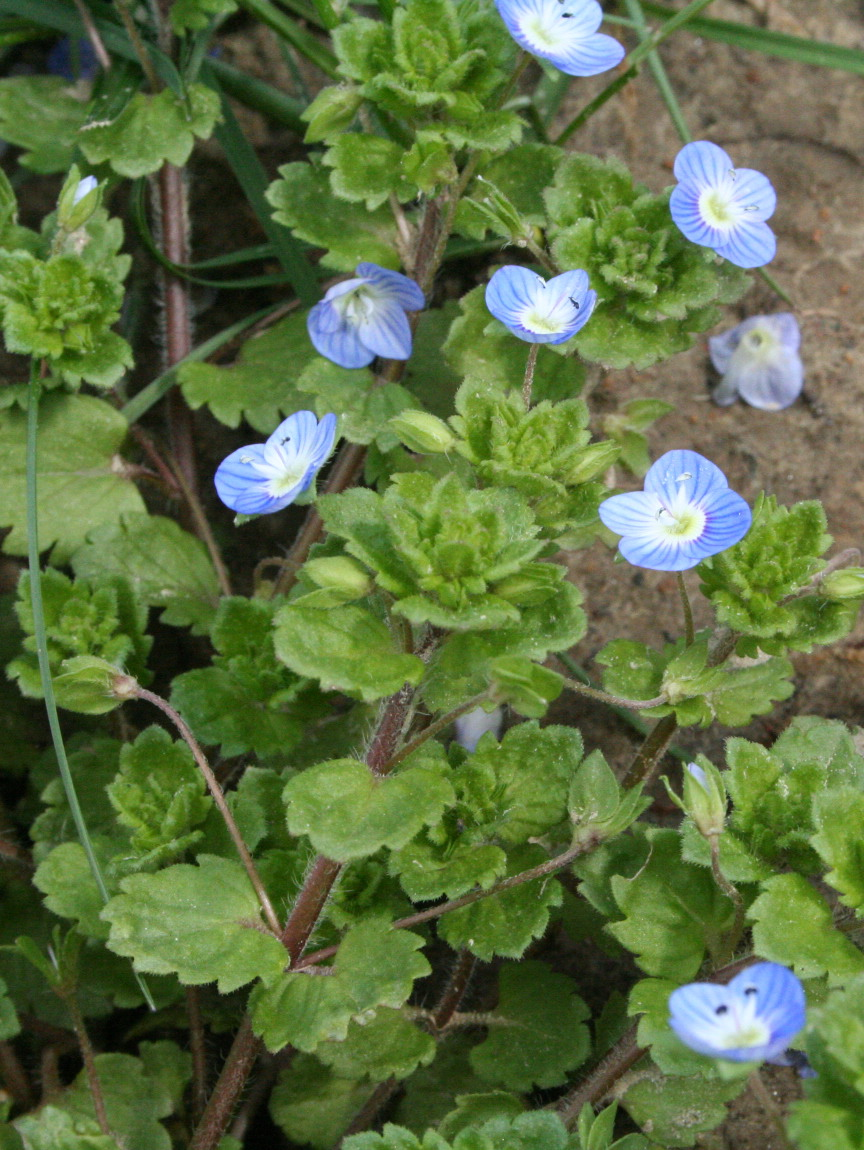
grote ereprijs (Veronica persica)

1. idiochorofyten = autochtone of oorspronkelijk inheemse planten; soorten van de oorspronkelijke vegetatie, die zich na de laatste ijstijd (Weichselien) spontaan hebben gevestigd.

Idiochorofyt
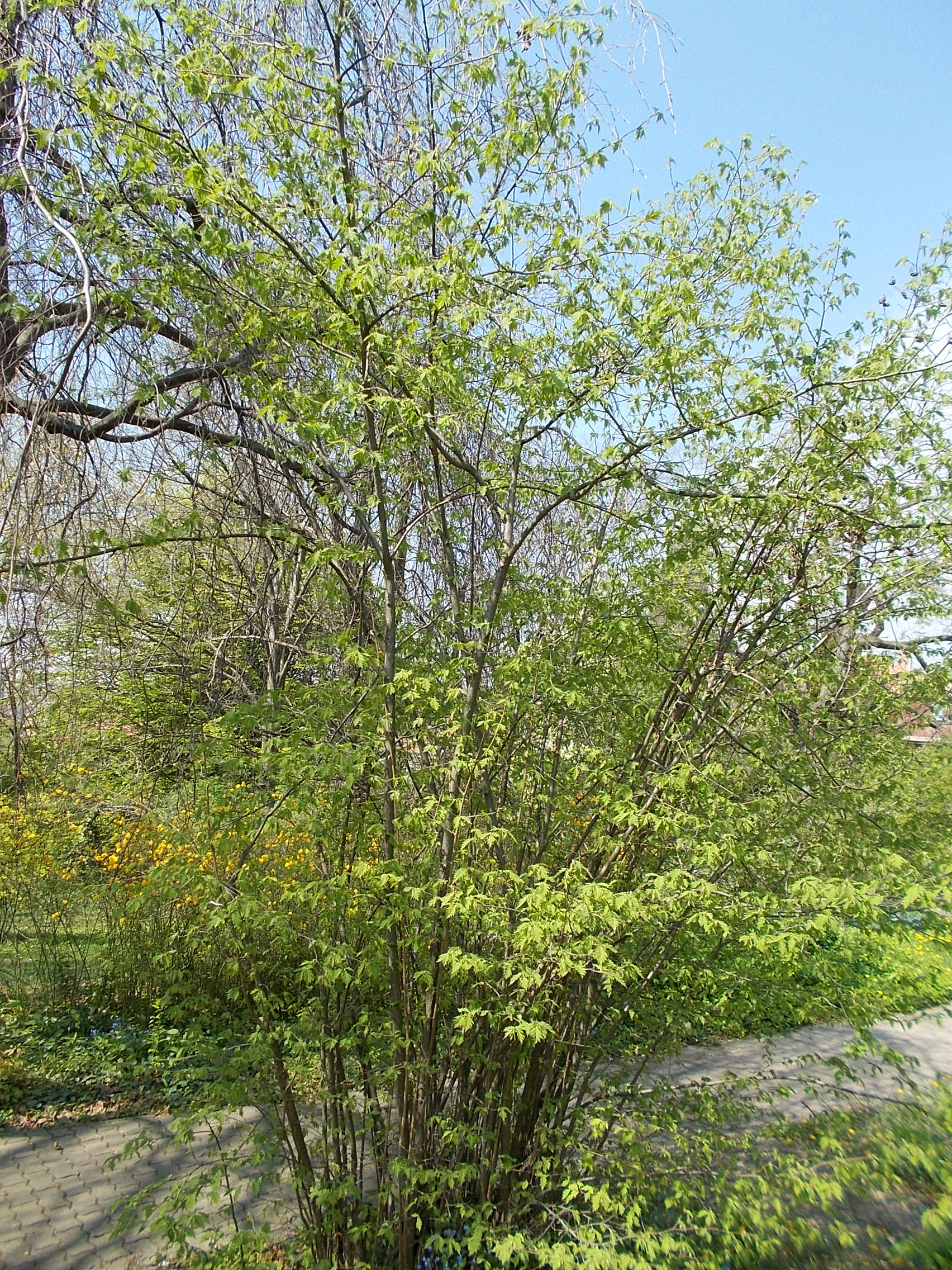
hazelaar (Corylus avellana)
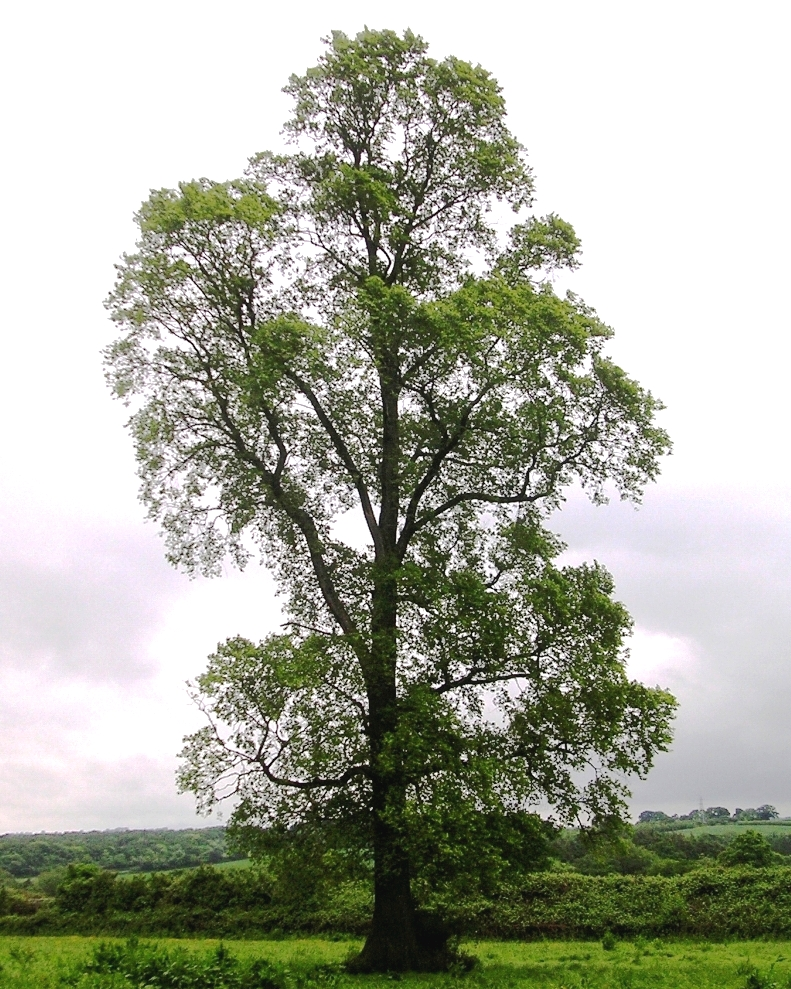
gladde iep (Ulmus minor)
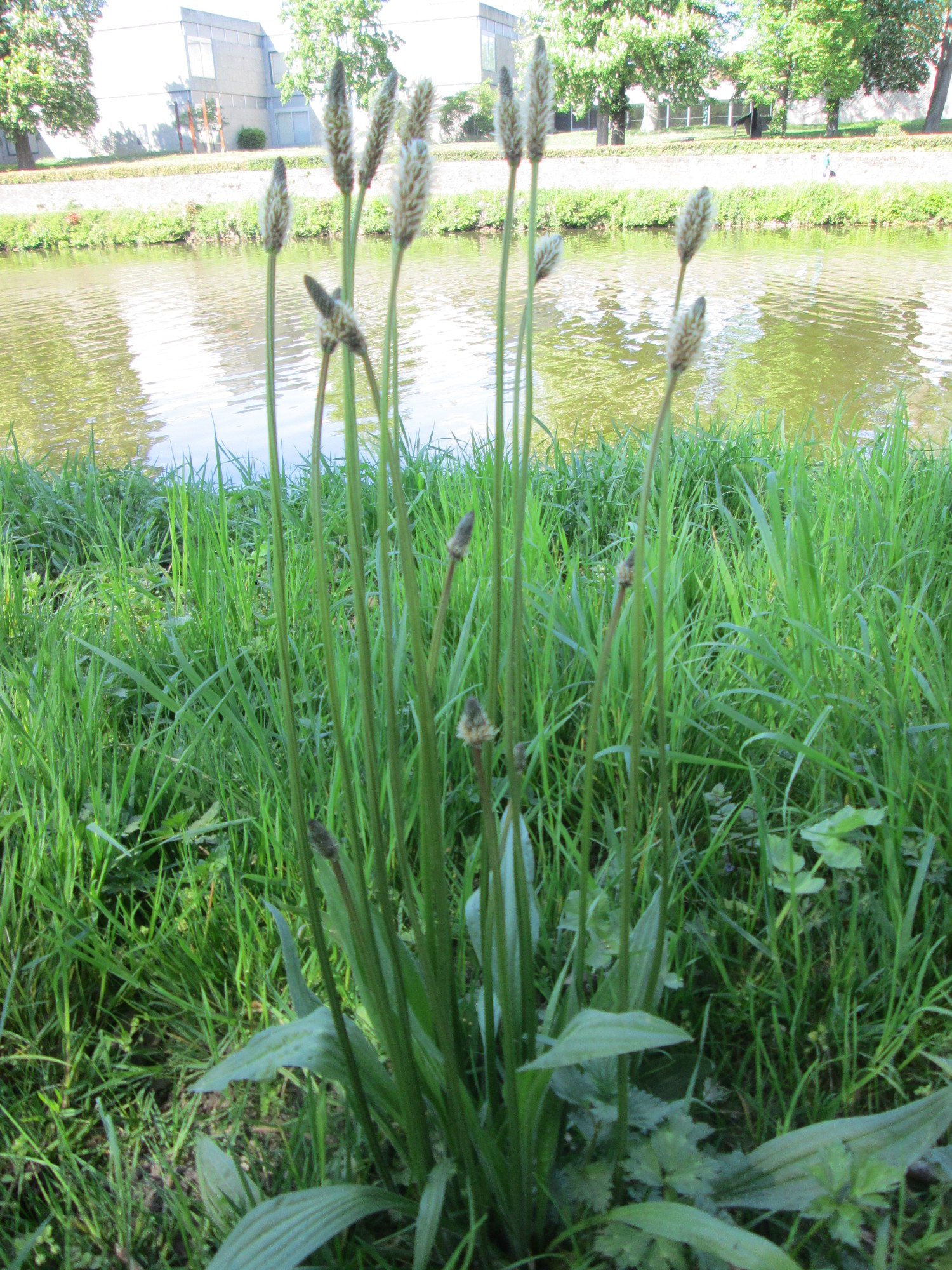
smalle weegbree (Plantago lanceolata)
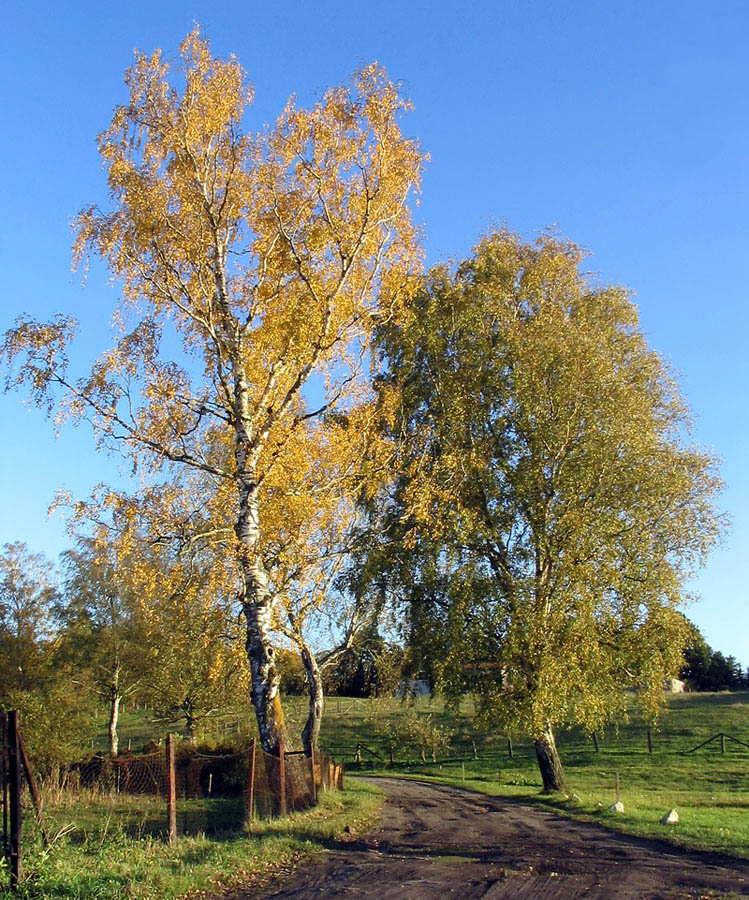
ruwe berk (Betula pendula)

1. agriofyten: planten die zich in de tegenwoordige potentieel natuurlijke vegetatie een plaats hebben veroverd, die zij nog niet hadden in de oorspronkelijke vegetatie.
Voorbeelden: kalmoes (Acorus calamus), Amerikaans krentenboompje (Amelanchier lamarckii), tamme kastanje (Castanea sativa), brede waterpest (Elodea canadensis), klein springzaad (Impatiens parviflora), Canadese guldenroede (Solidago canadensis), late guldenroede (S. gigantea), cranberry (Oxycoccus macrocarpos).

- Agriofyten
- Amerikaans krentenboompje
(Amelanchier lamarckii)
- tamme kastanje
(Castanea sativa)
- kalmoes
(Acorus calamus)
- klein springzaad
(Impatiens parviflora)

1. epoecofyten:[3] planten die zich een plaats veroverd hebben in de actuele vegetatie, maar niet in de tegenwoordige potentieel natuurlijke vegetatie.
Voorbeelden: brave hendrik (Chenopodium bonus-henricus), Canadese fijnstraal (Conyza canadensis), doornappel (Datura stramonium), tuinwolfsmelk (Euphorbia peplus), schijfkamille (Matricaria discoidea), middelste teunisbloem (Oenothera biennis), draadereprijs (Veronica filiformis), grote ereprijs (V. persica).

- Epoecofyten
- Canadese fijnstraal
(Conyza canadensis)
- doornappel
(Datura stramonium)
- schijfkamille
(Matricaria discoidea)
- grote ereprijs
(Veronica persica)

#### Niet ingeburgerde planten
1. efemerofyten: planten die in het wild voorkomen, maar weer verdwijnen doordat ze zich op eigen kracht zonder hulp van de mens niet kunnen handhaven, en geen vaste plaats in de vegetatie hebben, bijvoorbeeld niet-winterharde planten.
Voorbeelden: zonnebloem (Helianthus annuus), slaapbol (Papaver somniferum), kanariezaad (Phalaris canariensis), tomaat (Solanum lycopersicum).

Efemerofyten
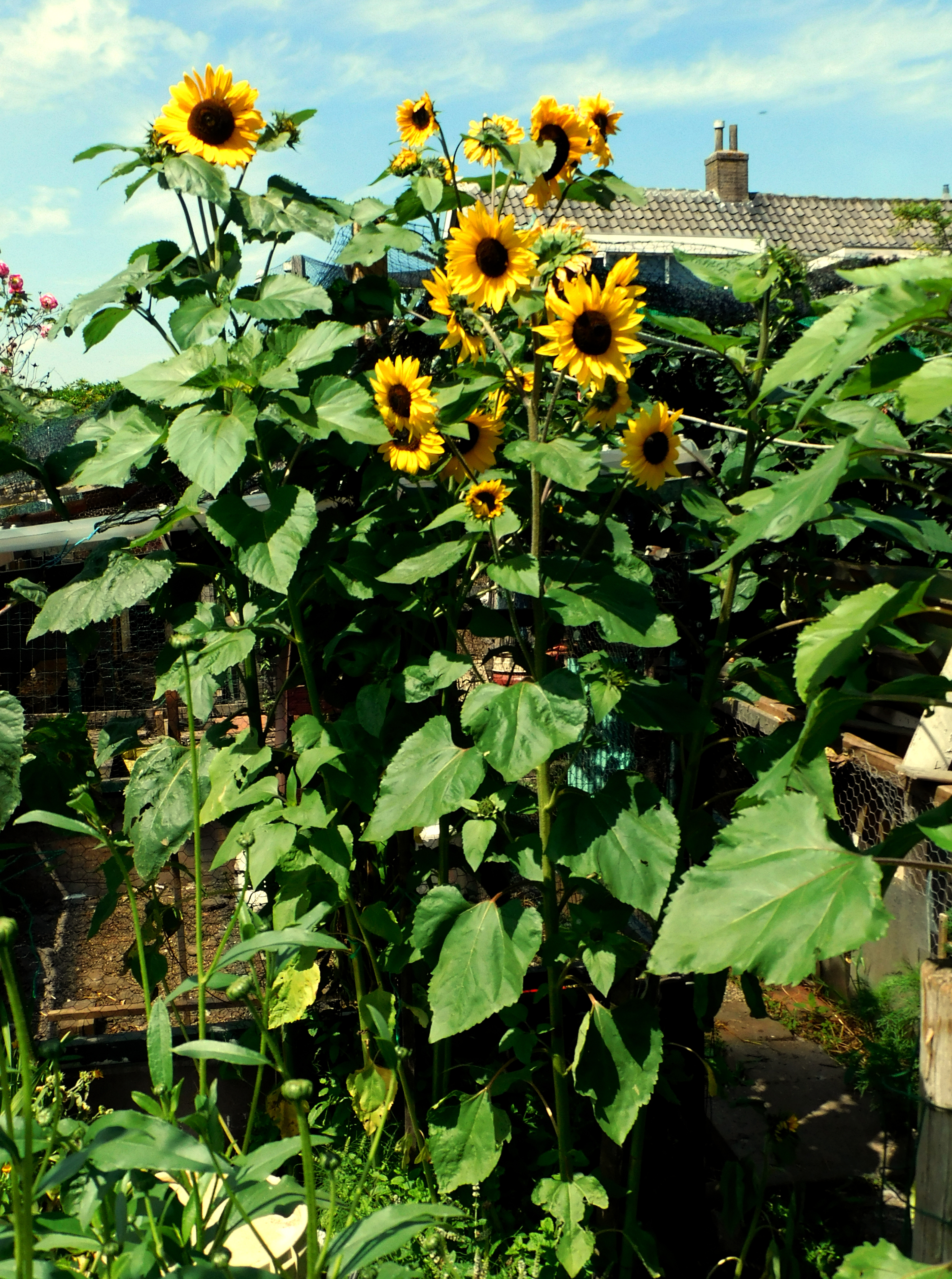
zonnebloem (Helianthus annuus)
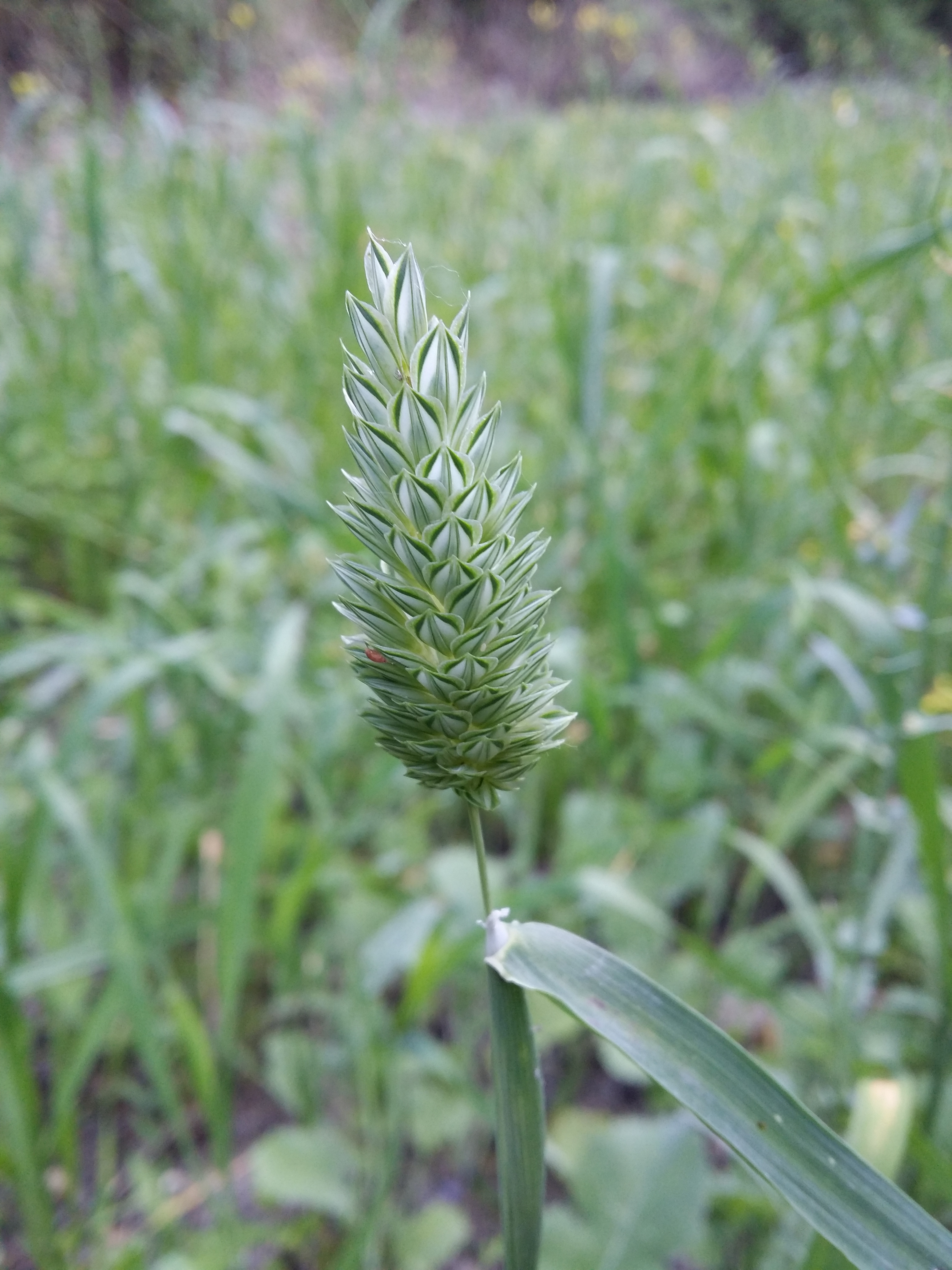
kanariezaad (Phalaris canariensis)
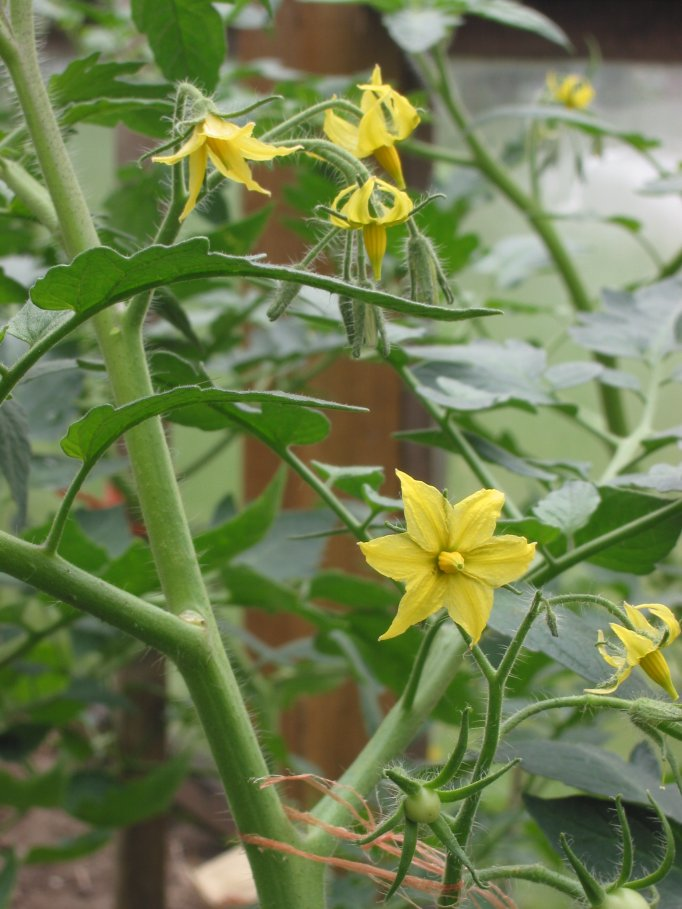
tomaat (Solanum lycopersicum)
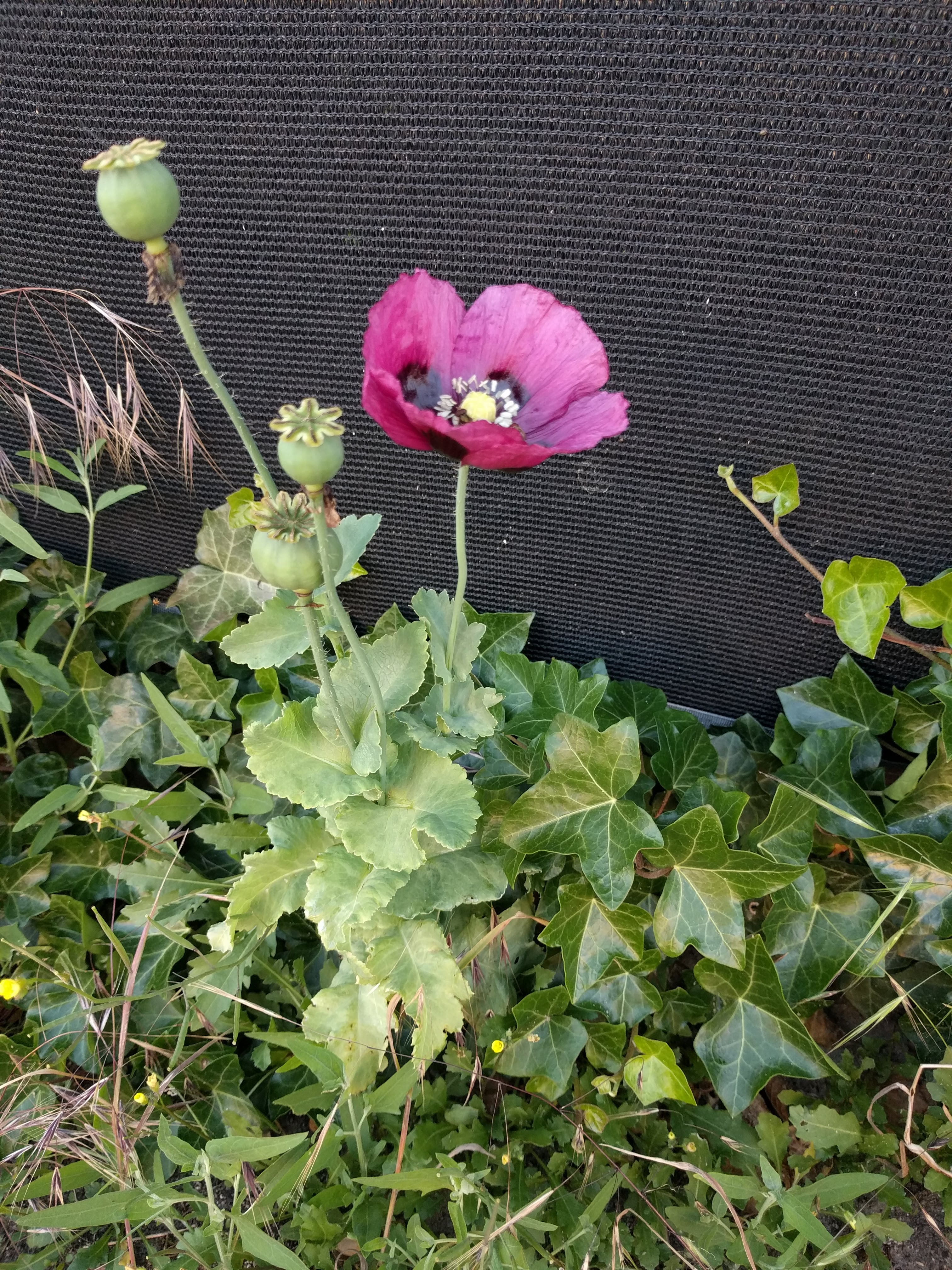
slaapbol (Papaver somniferum)

1. ergasiofyten = cultuurplanten, in cultuur genomen en eventueel veredelde planten.

cultuurplanten
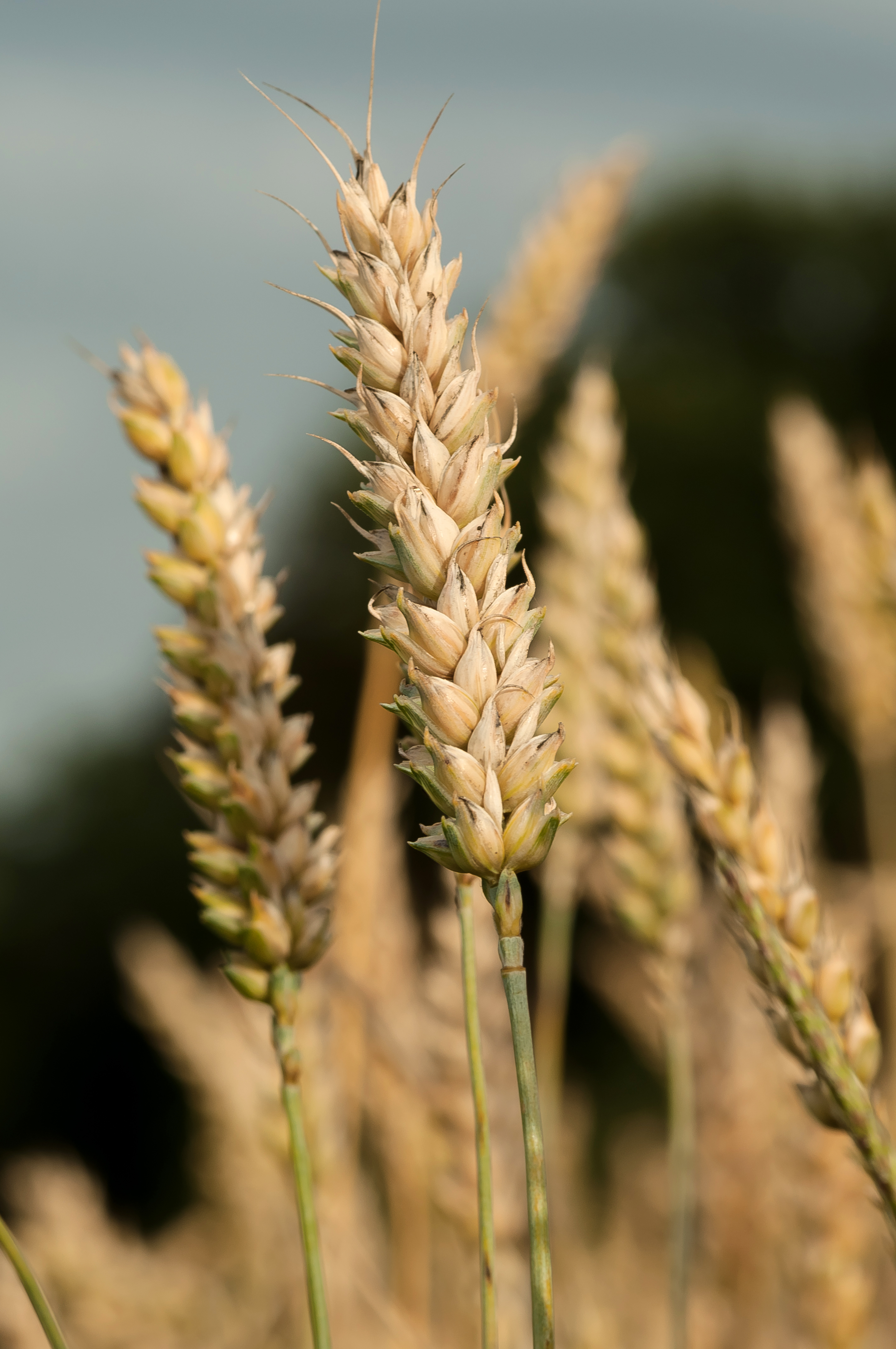
tarwe (Triticum aestivum)
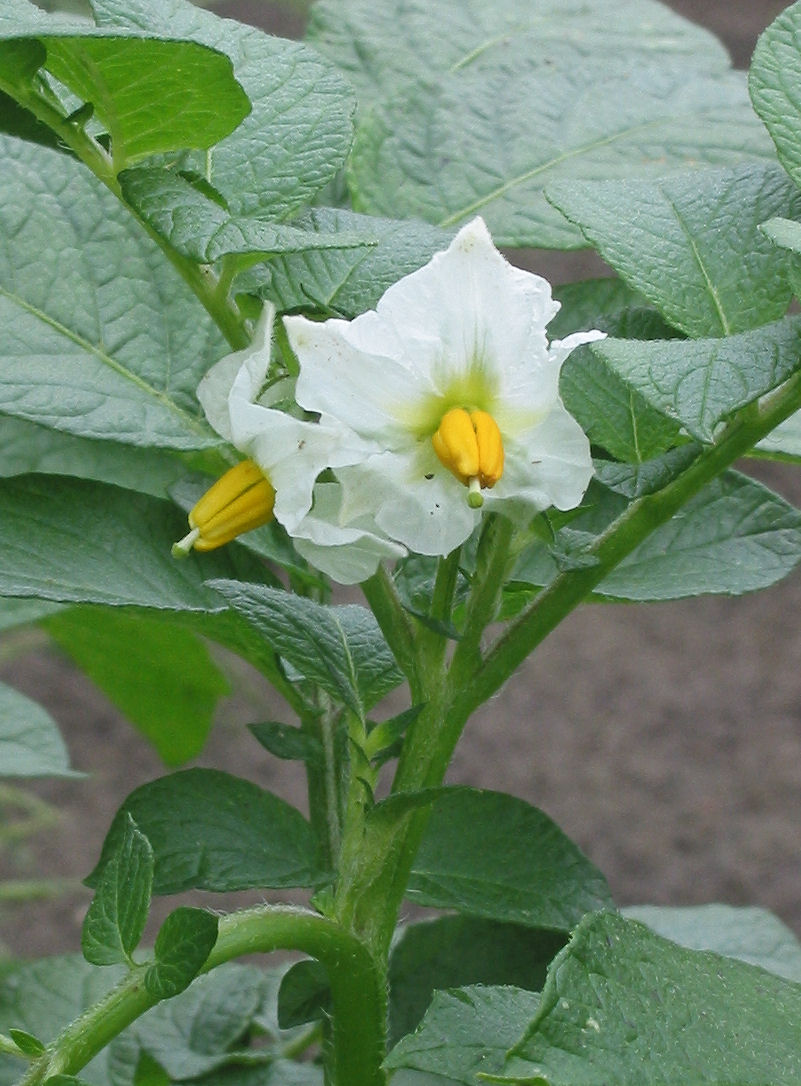
aardappel (Solanum tuberosum) 'Nicola'
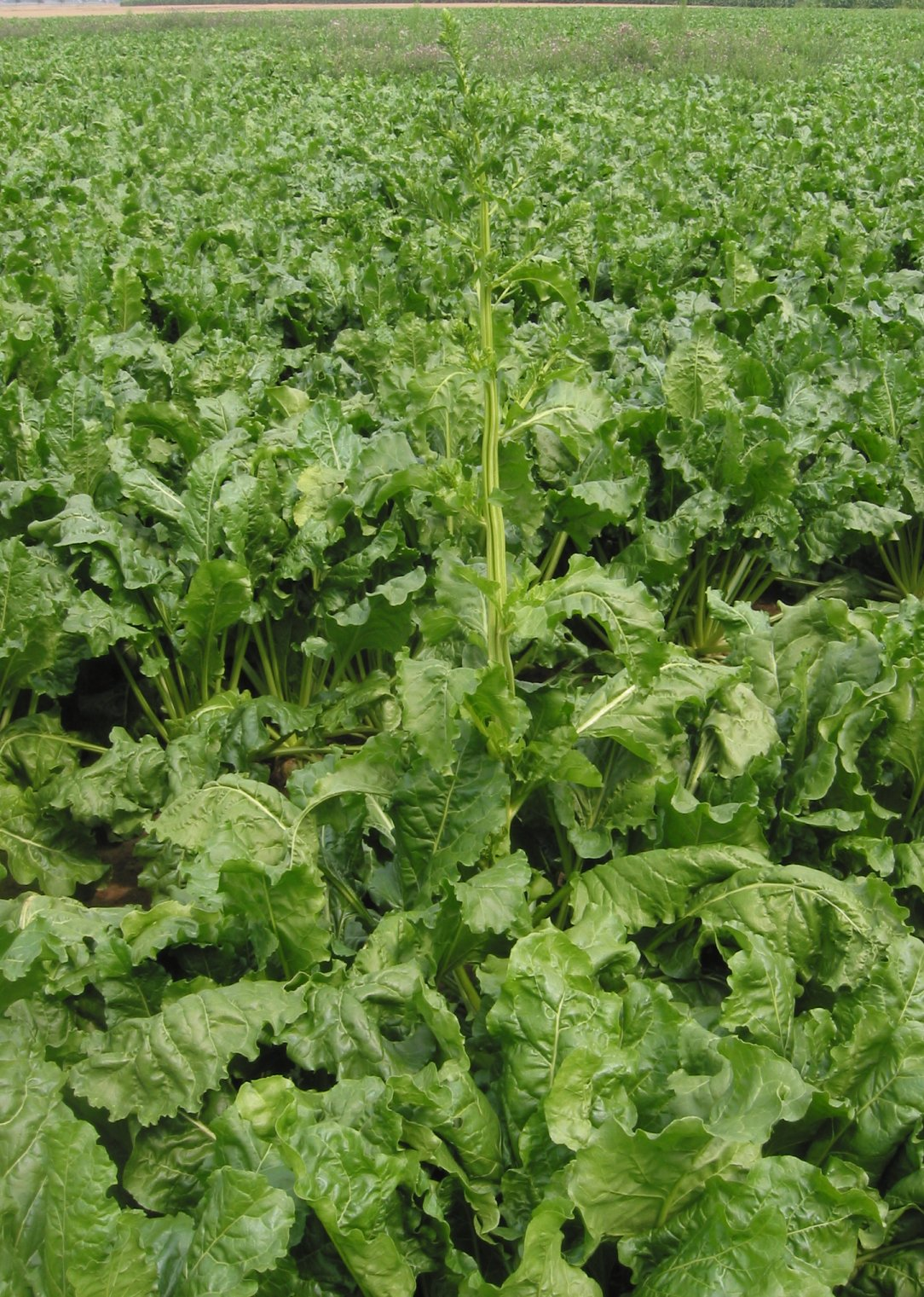
suikerbiet (Beta vulgaris).jpg
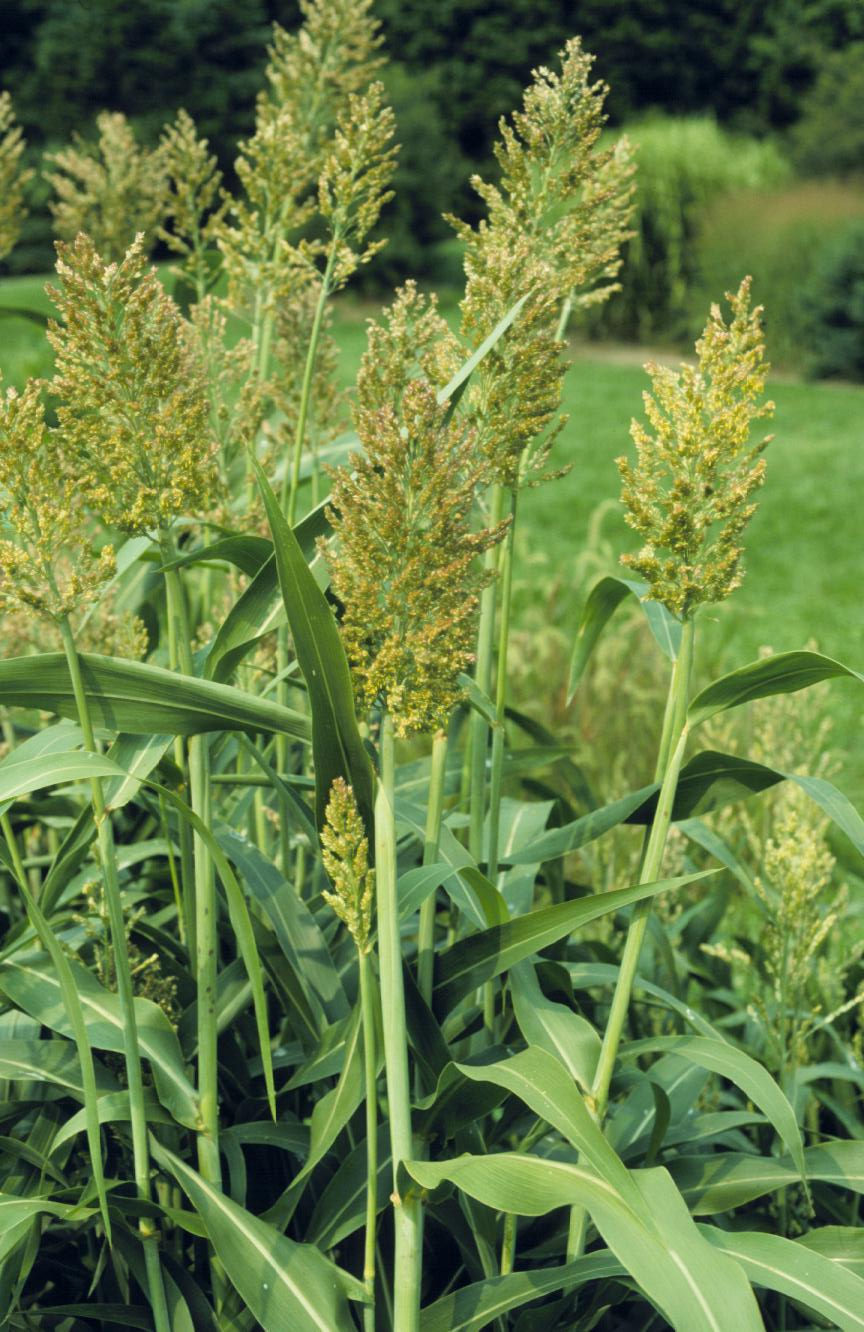
sorghum (Sorghum bicolor)

### Tijdstip en wijze van vestiging
Vestiging of inburgering is een belangrijk criterium bij de statusaanduiding van (planten)soorten in een gebied. Hierbij zijn zowel het tijdstip als de wijze van inburgering van belang.

#### Tijdstip van vestiging

Neofyten
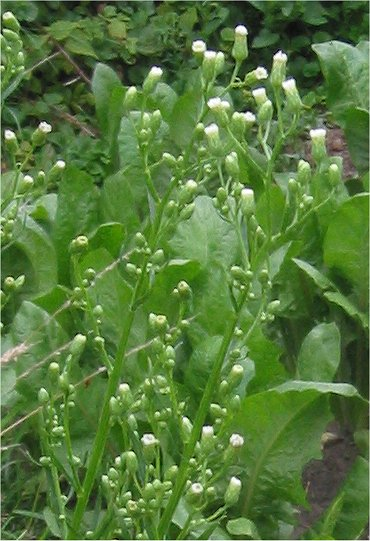
Canadese fijnstraal (Conyza canadensis)
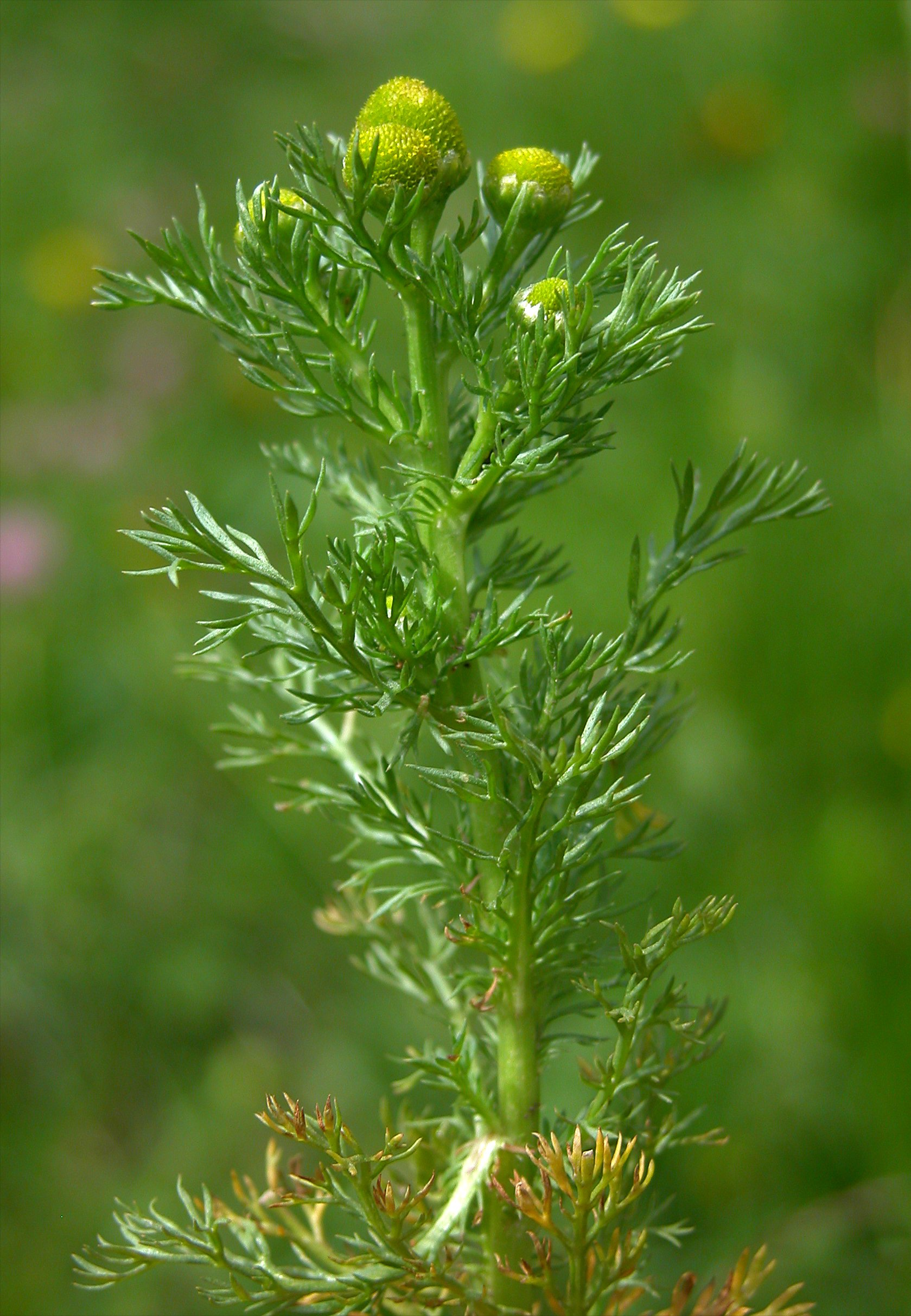
schijfkamille (Matricaria discoidea)
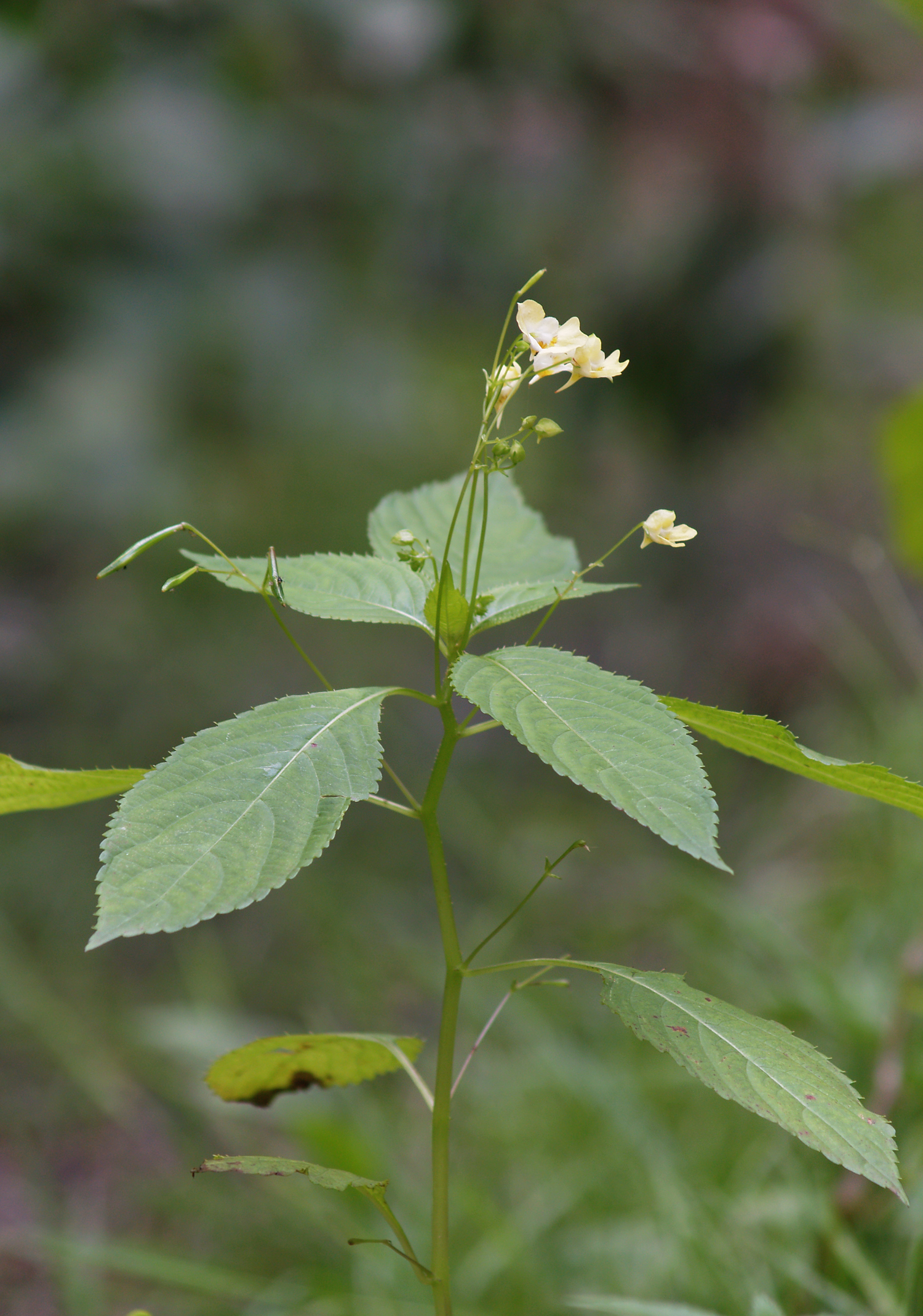
Klein springzaad (Impatiens parviflora)
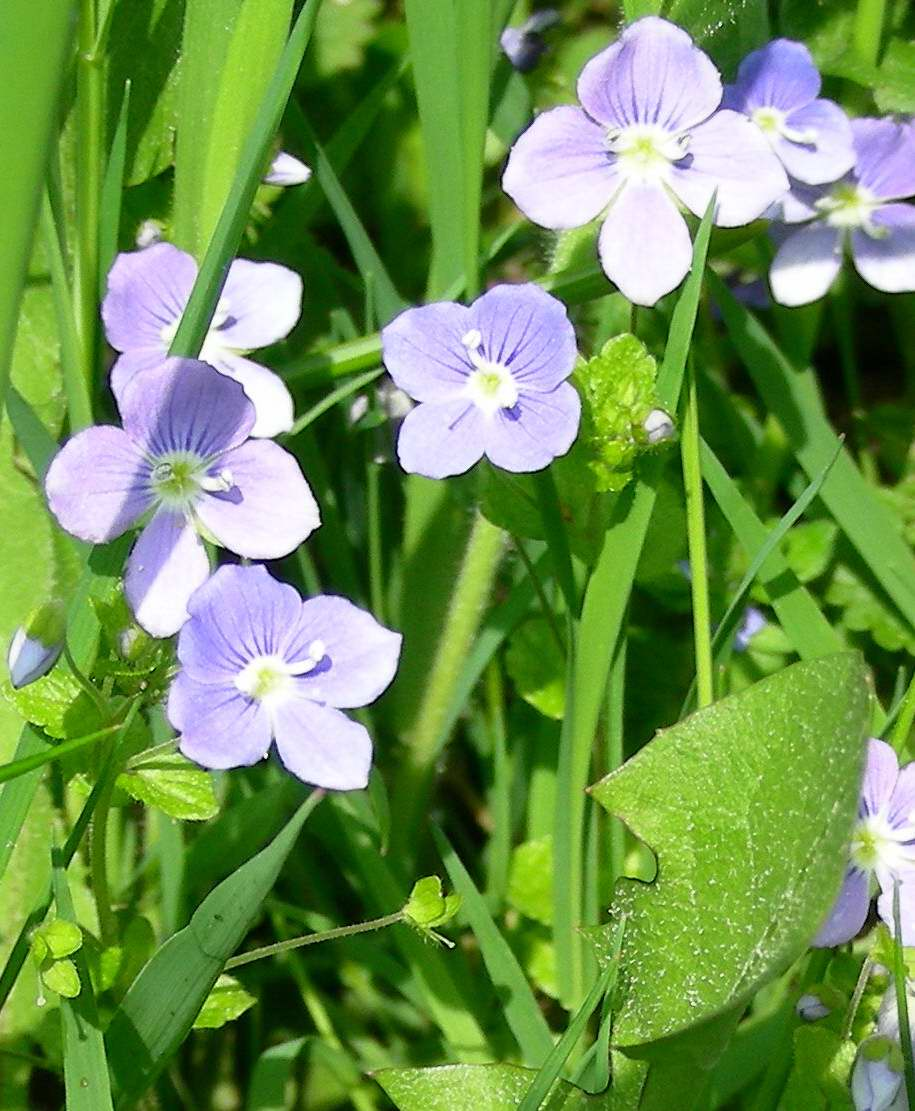
draadereprijs (Veronica filiformis)

Tijdstip van vestiging:
1. (idiochorofyten = oorspronkelijk inheemse planten)
2. archeofyten: planten die zich reeds in de prehistorie met hulp van de mens hebben gevestigd.
Voorbeelden: bolderik (Agrostemma githago), wilde haver (Avena fatua, korrelganzenvoet (Chenopodium polyspermum, klein streepzaad (Crepis capillaris), kroontjeskruid (Euphorbia helioscopia), groene naaldaar (Setaria viridis), ringelwikke (Vicia hirsuta), smalle weegbree (Plantago lanceolata).

Archeofyten
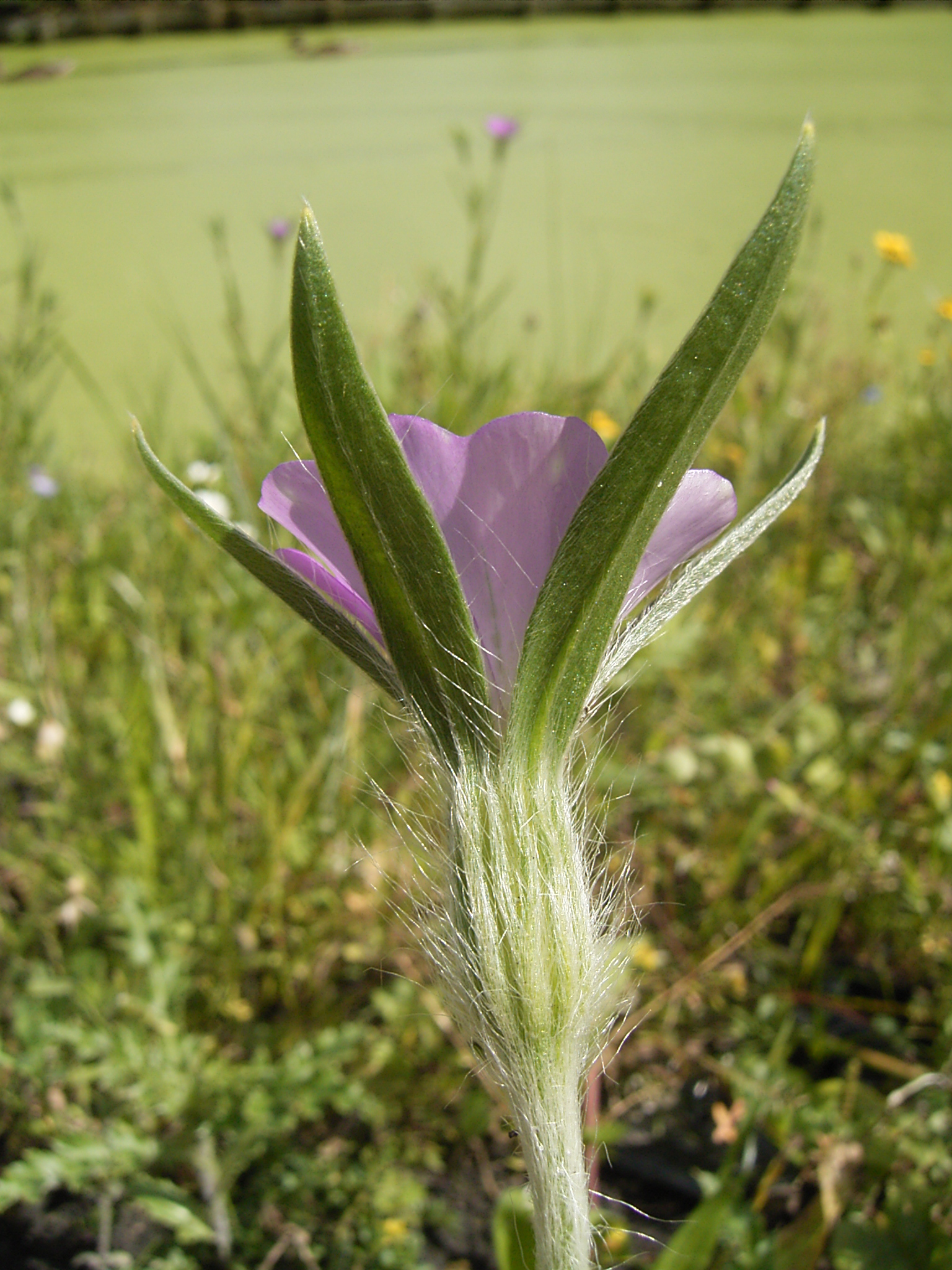
bolderik (Agrostemma githago)
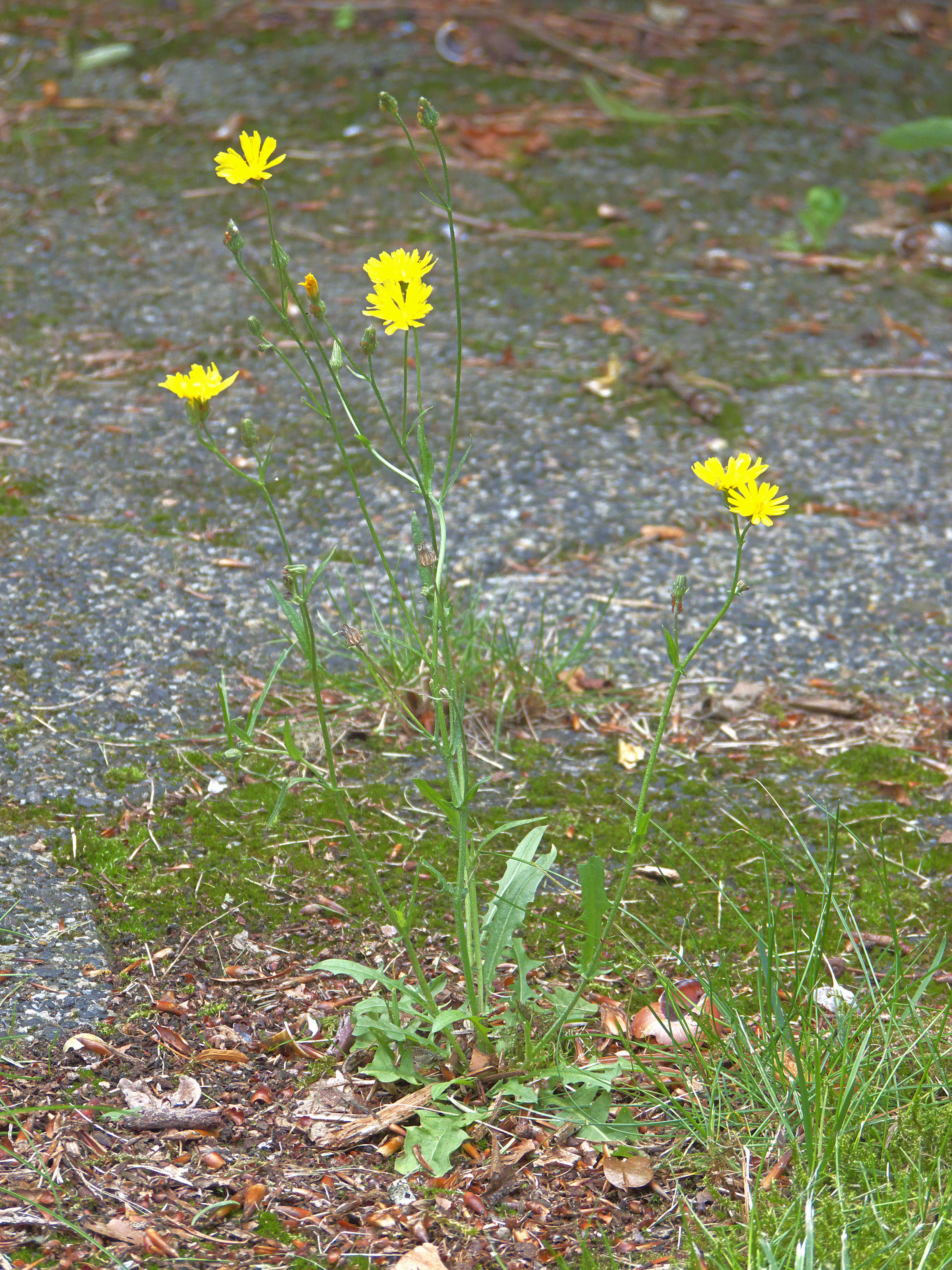
klein streepzaad (Crepis capillaris)
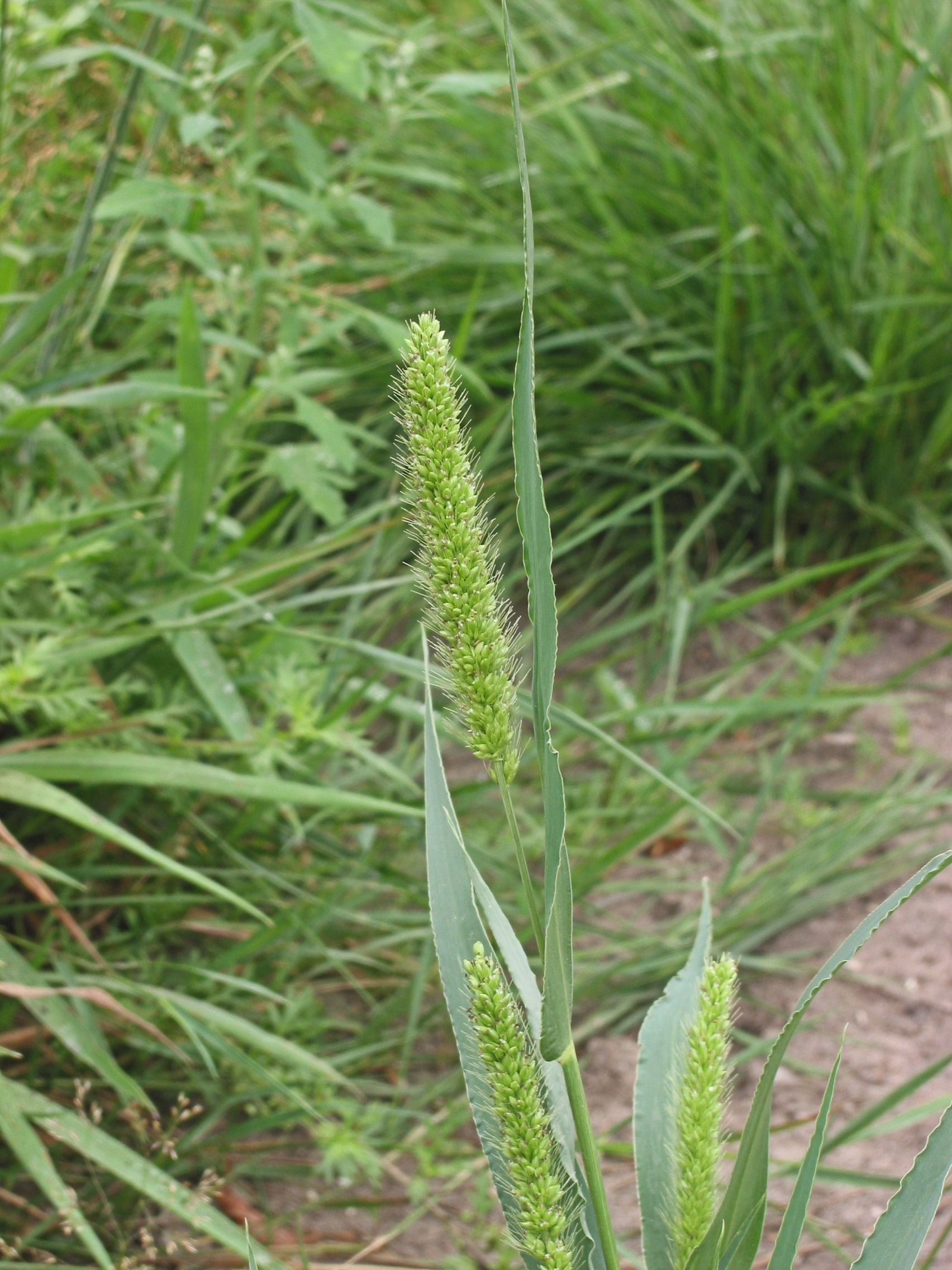
groene naaldaar (Setaria viridis)
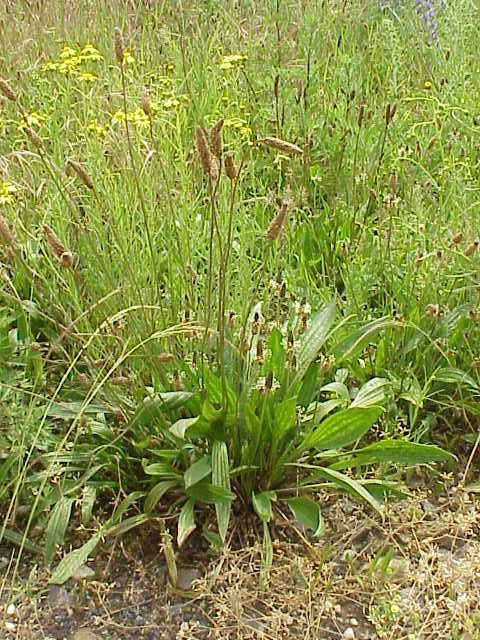
smalle weegbree (Plantago lanceolata)

1. neofyten of synantrope planten: planten die zich reeds in historisch tijd met hulp van de mens hebben gevestigd.
Voorbeelden: kalmoes (Acorus calamus), Canadese fijnstraal (Conyza canadensis), beklierde basterdwederik (Epilobium ciliatum), harig knopkruid (Galinsoga ciliata), kaal knopkruid (G. parviflora), zonnebloem (Helianthus annuus), klein springzaad (Impatiens parviflora), schijfkamille (Matricaria discoidea), tomaat (Solanum lycopersicum), cranberry (Oxycoccus macrocarpos), draadereprijs (Veronica filiformis), grote ereprijs (V. persica).

- Neofyten
- Canadese fijnstraal
(Conyza canadensis)
- schijfkamille
(Matricaria discoidea)
- Klein springzaad
(Impatiens parviflora)
- draadereprijs
(Veronica filiformis)

1. (ergasiofyten = cultuurplanten).

OpmerkingVooral neofyten of exoten staan in de belangstelling. Een voorbeeld vormen een groep van waterplanten. Het Team Invasieve Exoten van de Nederlandse Voedsel- en Warenautoriteit (NVWA) van het Ministerie van Economische Zaken (EZ) heeft samen met de stichting Floron een geactualiseerde herdruk van de veldgids Invasieve waterplanten in Nederland verspreid onder Floron-waarnemers. Waarnemingen worden verzameld in de Nationale Databank Flora en Fauna (NDFF). Deze kunnen door de terrein- of waterbeheerder worden gebruikt bij de afweging of een exoot bestreden zal worden om de schade aan leefomgeving en biodiversiteit te beperken.

#### Wijze van vestiging
Wijze van vestiging:
1. (idiochorofyten = oorspronkelijk inheemse planten).
2. akolutofyten: planten die zich op eigen kracht in door de mens beïnvloede vegetatie hebben gevestigd.
Voorbeelden: madeliefje (Bellis perennis), brave hendrik (Chenopodium bonus-henricus), sofiekruid (Descurainia sophia), tuinwolfsmelk (Euphorbia peplus), oostelijk kruiskruid (Senecio vernalis), muurvaren (Asplenium ruta-muraria), steenbreekvaren (A. trichomanis).

Akolutofyten
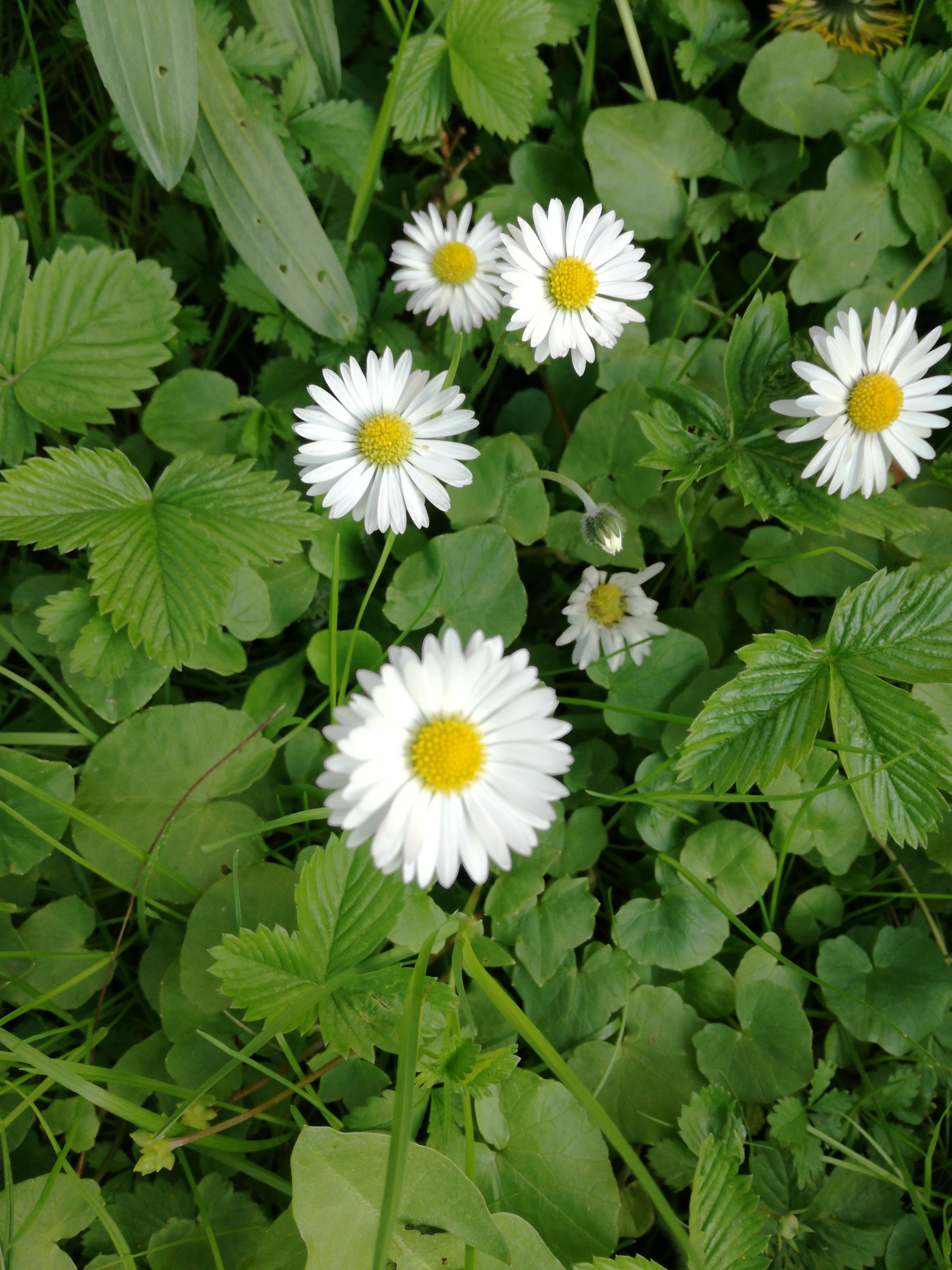
madeliefje (Bellis perennis)
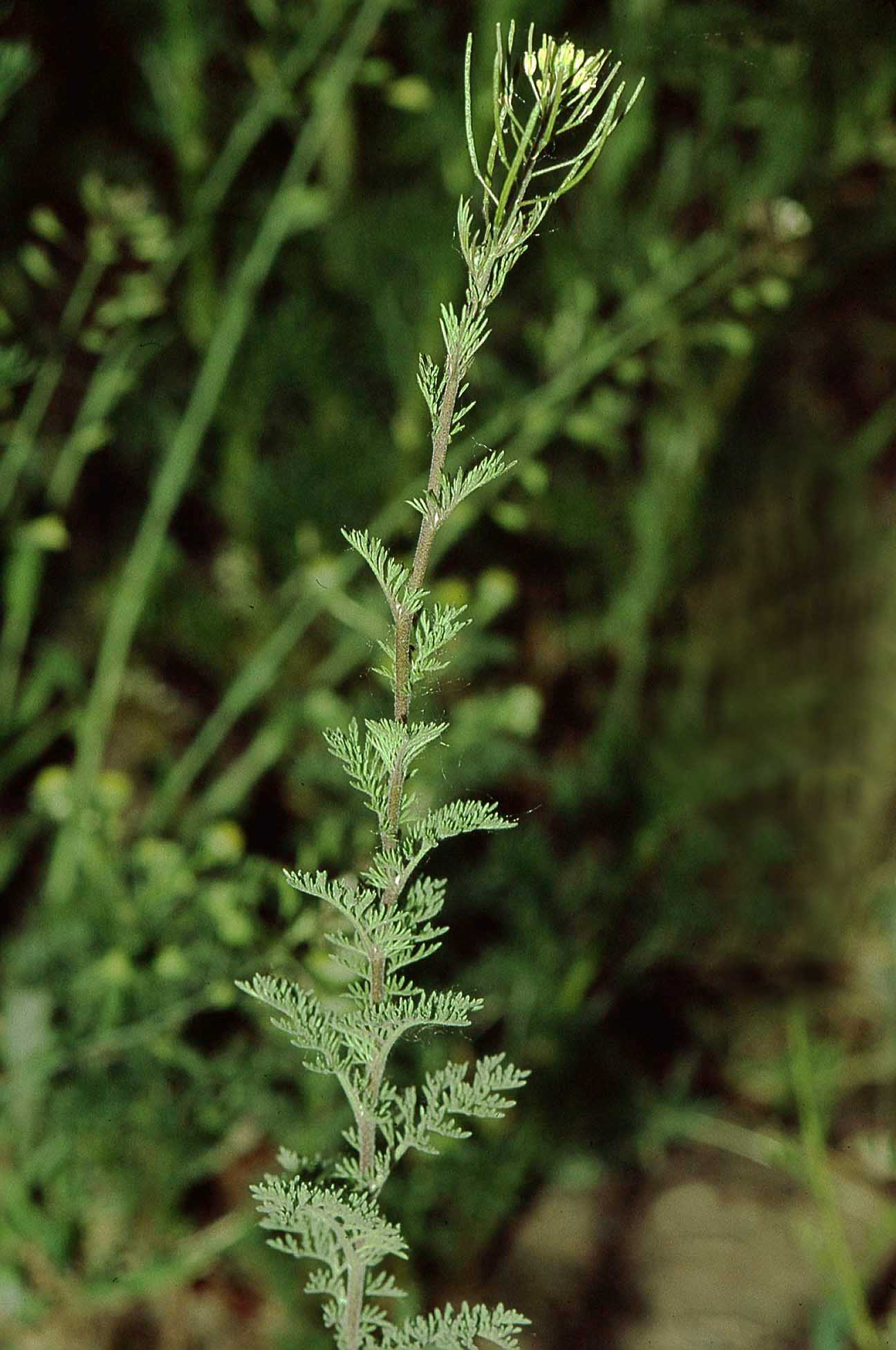
sofiekruid (Descurainia sophia)
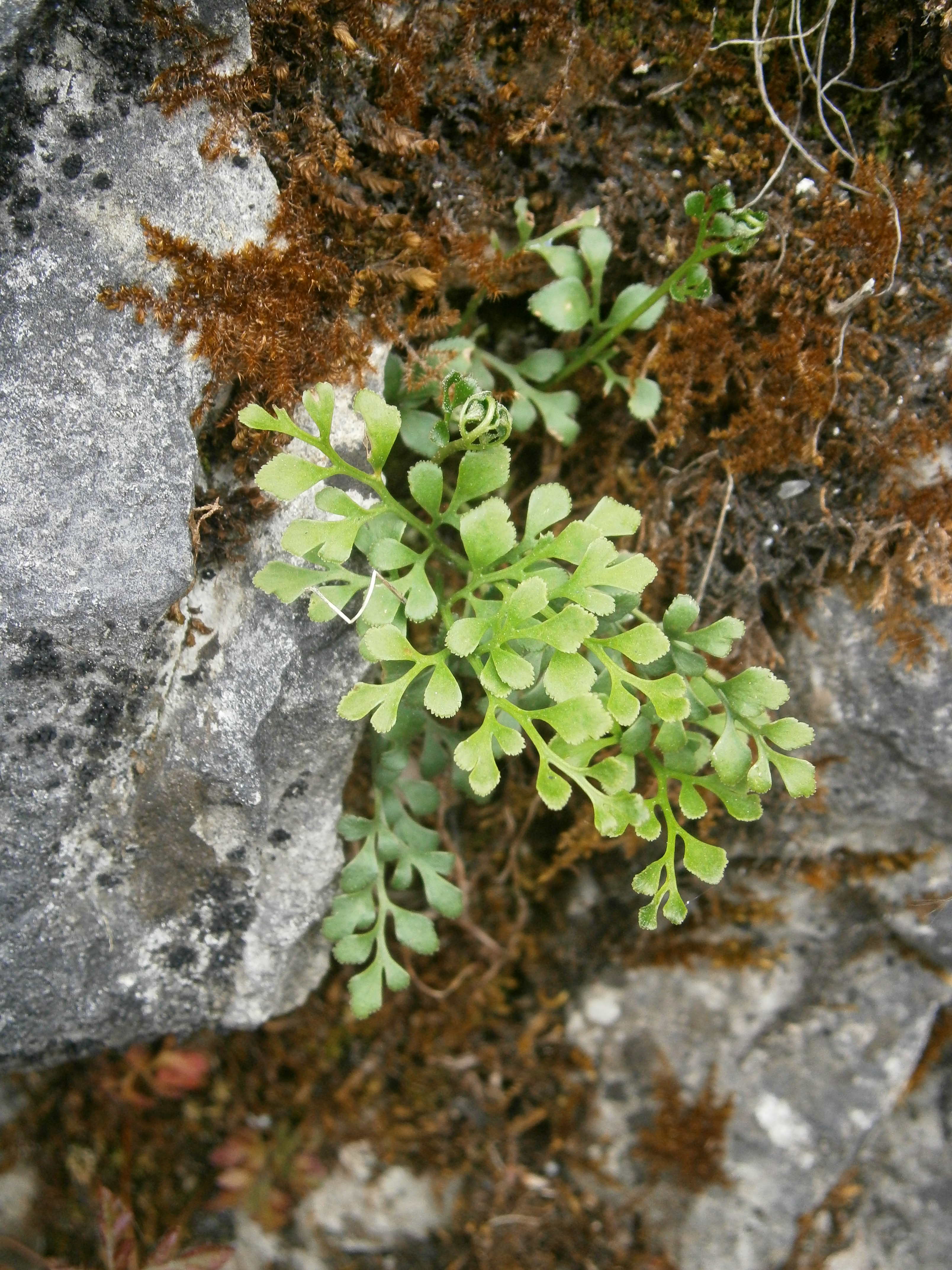
muurvaren (Asplenium ruta-muraria)

1. xenofyten: onopzettelijk ingevoerde planten.
Voorbeelden: bolderik (Agrostemma githago), wilde haver (Avena fatua), gewone duivenkervel (Fumaria officinalis), grote ereprijs (Veronica persica).

Xenofyten
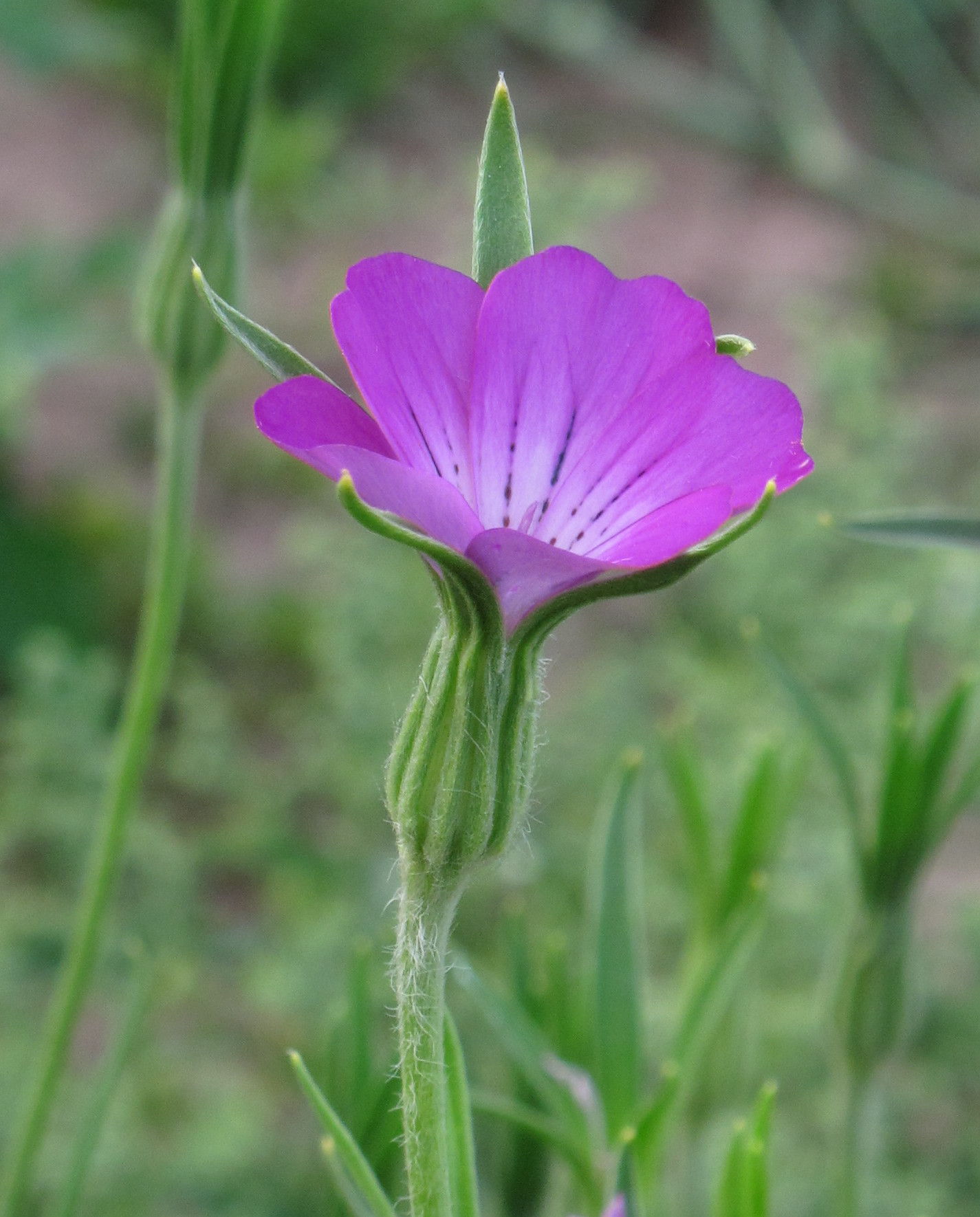
bolderik (Agrostemma githago)
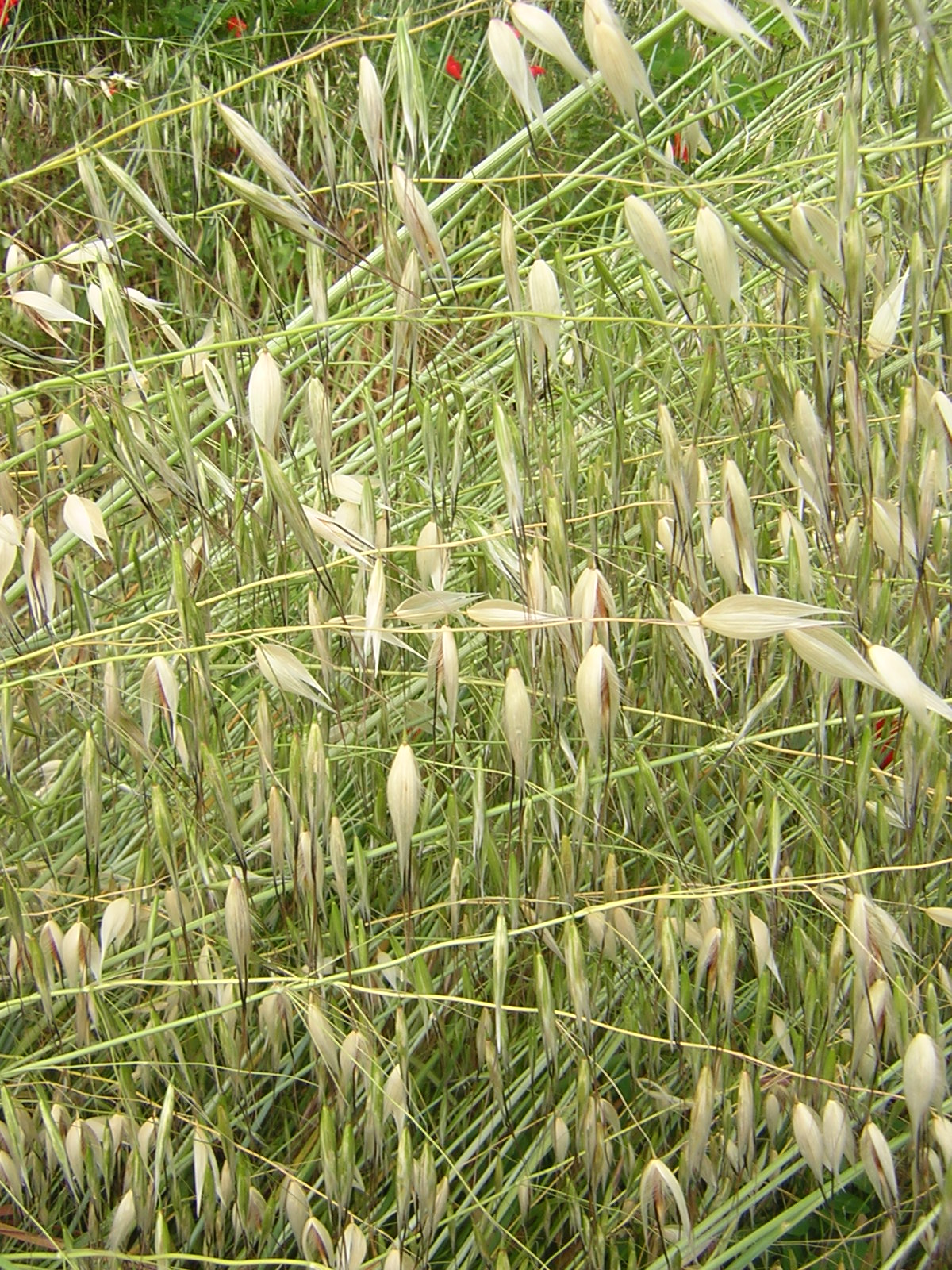
wilde haver (Avena fatua)
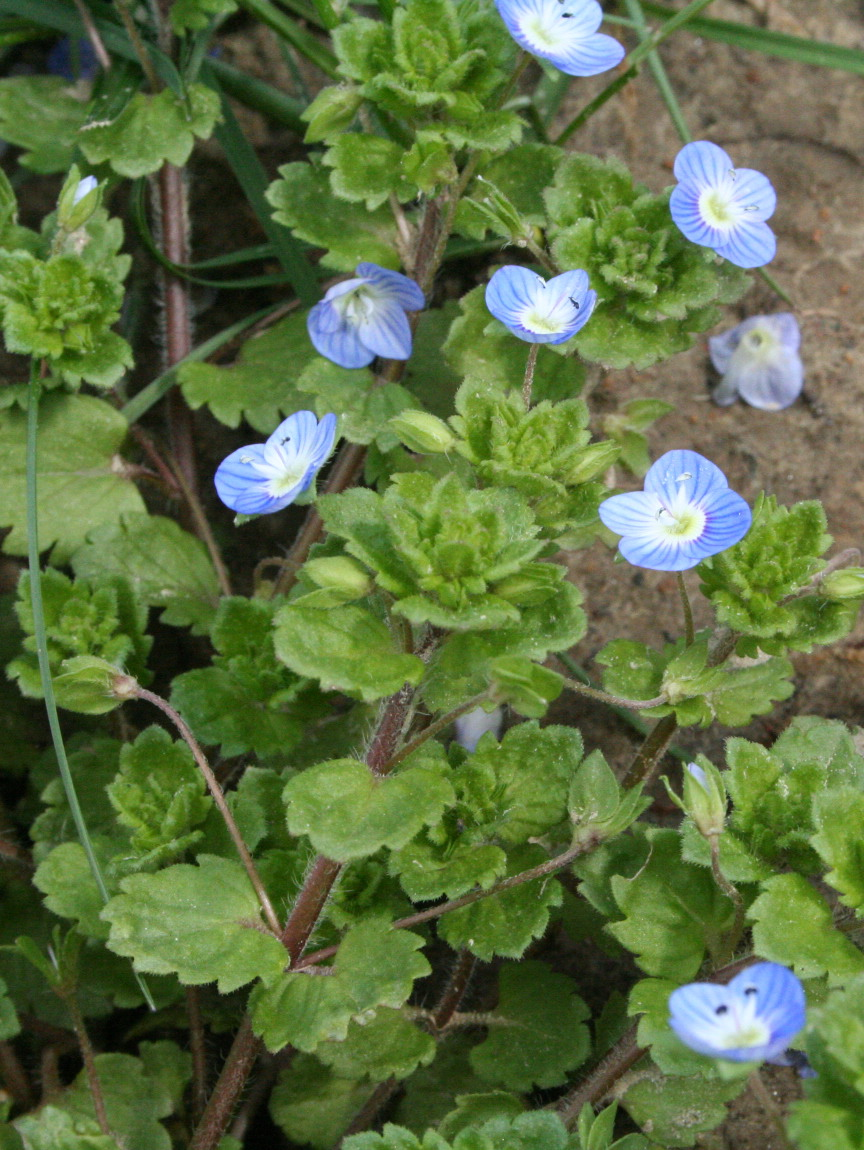
grote ereprijs (Veronica persica)

1. ergasiofygofyten: opzettelijk ingevoerde, verwilderde planten.
Voorbeelden: kalmoes (Acorus calamus), tamme kastanje (Castanea sativa), brede waterpest (Elodea canadensis), zonnebloem (Helianthus annuus), klein springzaad (Impatiens parviflora), middelste teunisbloem (Oenothera biennis), tomaat (Solanum lycopersicum), Canadese guldenroede (Solidago canadensis).

Ergasiofygofyten
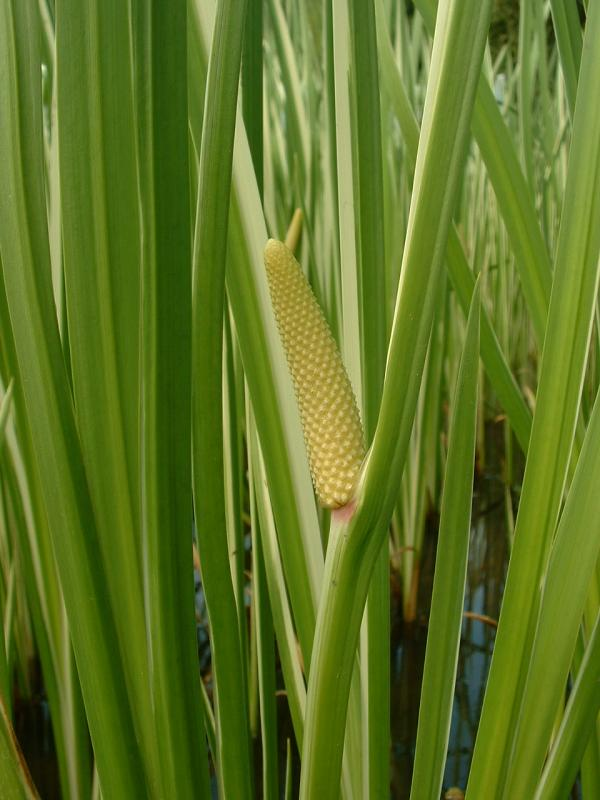
kalmoes (Acorus calamus)
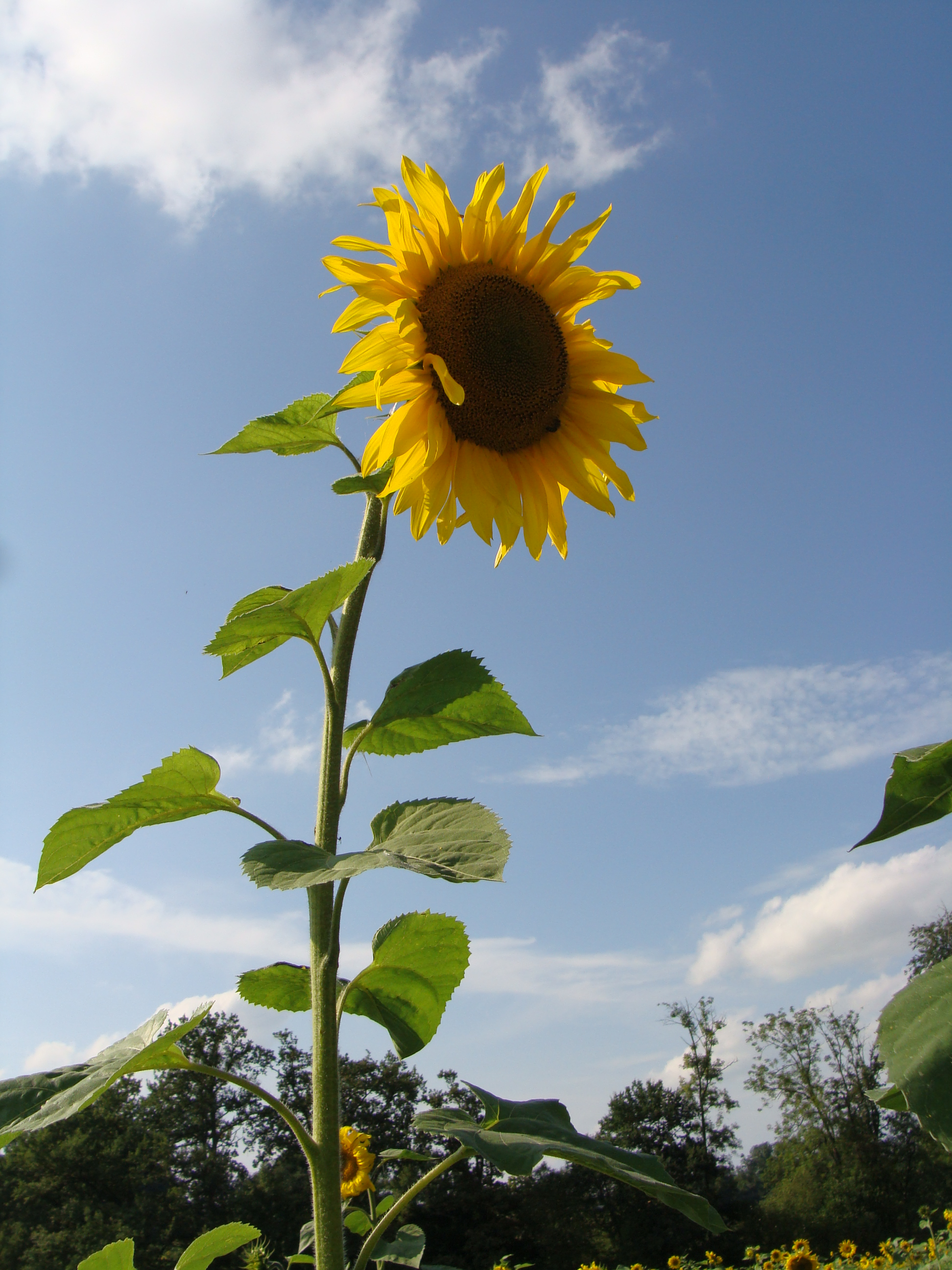
zonnebloem (Helianthus annuus)
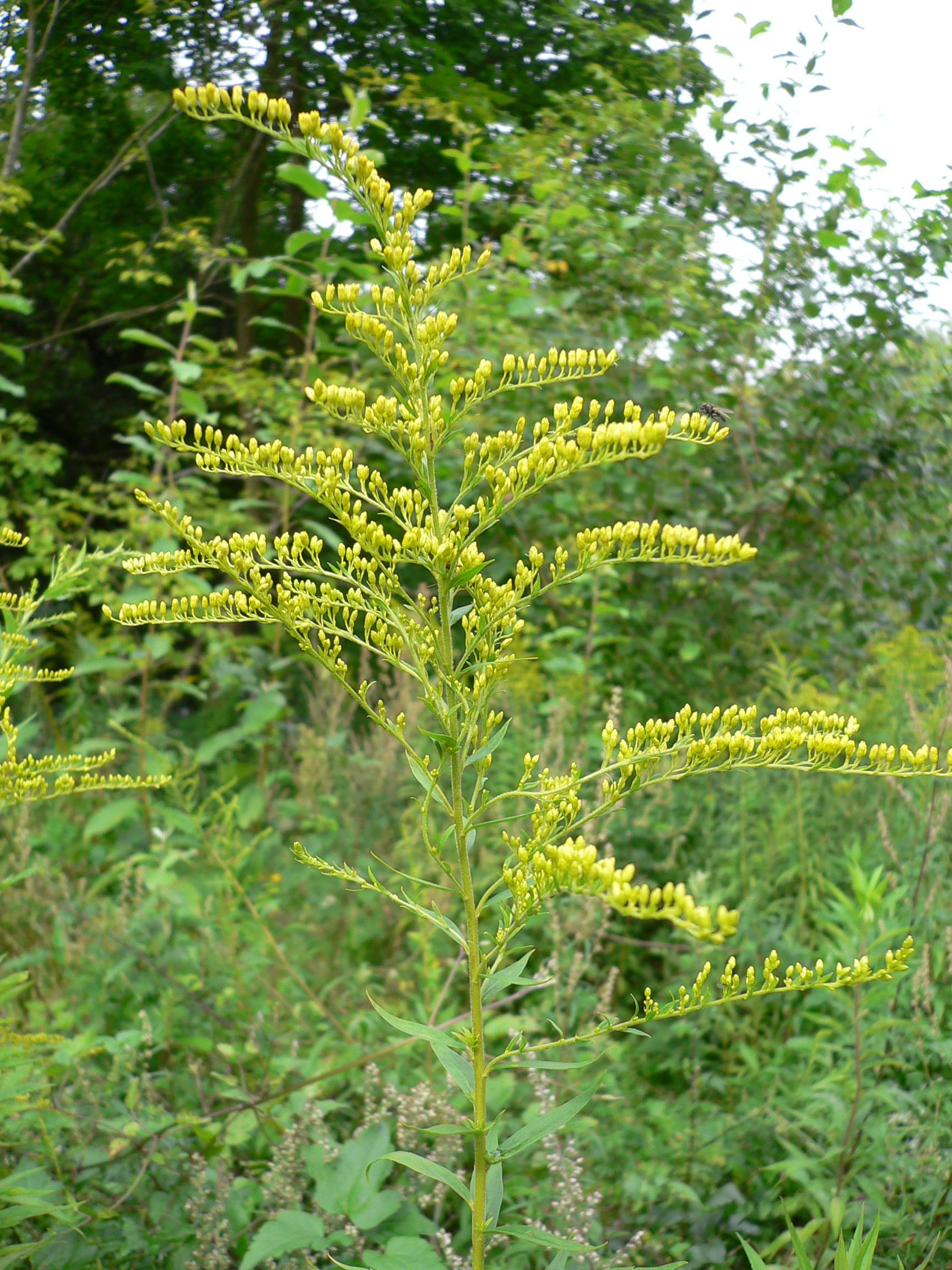
Canadese guldenroede (Solidago canadensis)

1. (ergasiofyten = cultuurplanten).

### Praktische indeling inburgering en vestiging
Op grond van de mate van inburgering en tijdstip van vestiging komt men tot een meer praktische indeling. Hierbij kan men onderscheiden:
- inheemse of indigene planten: idiochorofyten + archeofyten
Voorbeelden: bolderik (Agrostemma githago), wilde haver (Avena fatua), klein streepzaad (Crepis capillaris), kroontjeskruid (Euphorbia helioscopia), smalle weegbree (Plantago lanceolata), groene naaldaar (Setaria viridis), ringelwikke (Vicia hirsuta).
- neofyten of synantrope planten, exoten onder de planten
  - nieuw ingeburgerde planten (agriofyten + epoecofyten, maar zonder de archeofyten)
Voorbeelden: kalmoes (Acorus calamus), aardpeer (Helianthus tuberosus), klein springzaad (Impatiens parviflora), cranberry (Oxycoccus macrocarpos), canadese fijnstraal (Conyza canadensis), kaal knopkruid (Galinsoga parviflora), harig knopkruid (G. ciliata), echte kamille (Matricaria recutita), draadereprijs (Veronica filiformis), grote ereprijs (V. persica).
  - efemere planten, efemerofyten (dit zijn alle ook exoten)
Voorbeelden: Helianthus annuus, slaapbol (Papaver somniferum), kanariezaad (Phalaris canariensis), tomaat (Solanum lycopersicum) en woladventieven of pothoofdplanten.
- cultuurplanten (ergasiofyten): planten die voor menselijk gebruik wordt geteeld en uit wilde planten is veredeld.

### Verspreidingsgebied
Op grond van de omvang van het areaal of verspreidingsgebied van een soort en de veranderingen daarin zijn te onderscheiden:
Areaalgrootte:
- soorten met een disjunct verspreidingsgebied, waarbij het verspreidingsgebied niet aaneensluitend is, maar min of meer verbrokkeld.
- endemisch soorten die van nature uitsluitend voorkomt in één geografisch afgegrensd gebied, zoals eilanden in de oceaan, geïsoleerde gebergten en bergtoppen, meren of riviersystemen.
- soorten met een kosmopolitische verspreiding, dus bijna overal ter wereld.

Veranderingen in de omvang van het areaal:
- pioniersoorten zijn soorten die een meestal leeg of bijna leeg gebied koloniseren waar deze niet eerder voorkwamen.
- koloniserende soorten vestigen in zich een betrekkelijk leeg gebied, waar zich dan een nieuwe populatie (een groep bij elkaar levende organismen van dezelfde soort) kan vormen.
- soorten die slechts voorkomen in een refugium, een 'toevluchtsoord' voor een soort, bijvoorbeeld ijstijdrefugia van arctische soorten hoog in de bergen
- relictsoorten kwamen ooit talrijk voor in een groter areaal, maar werden later gekenmerkt door een klein, vaak disjunct verspreidingsgebied.

## Avifauna
Bij vogels wordt gewoonlijk aangegeven op welke wijze deze gebruikmaken van het betreffende gebied.